# Histoire des Cyclades

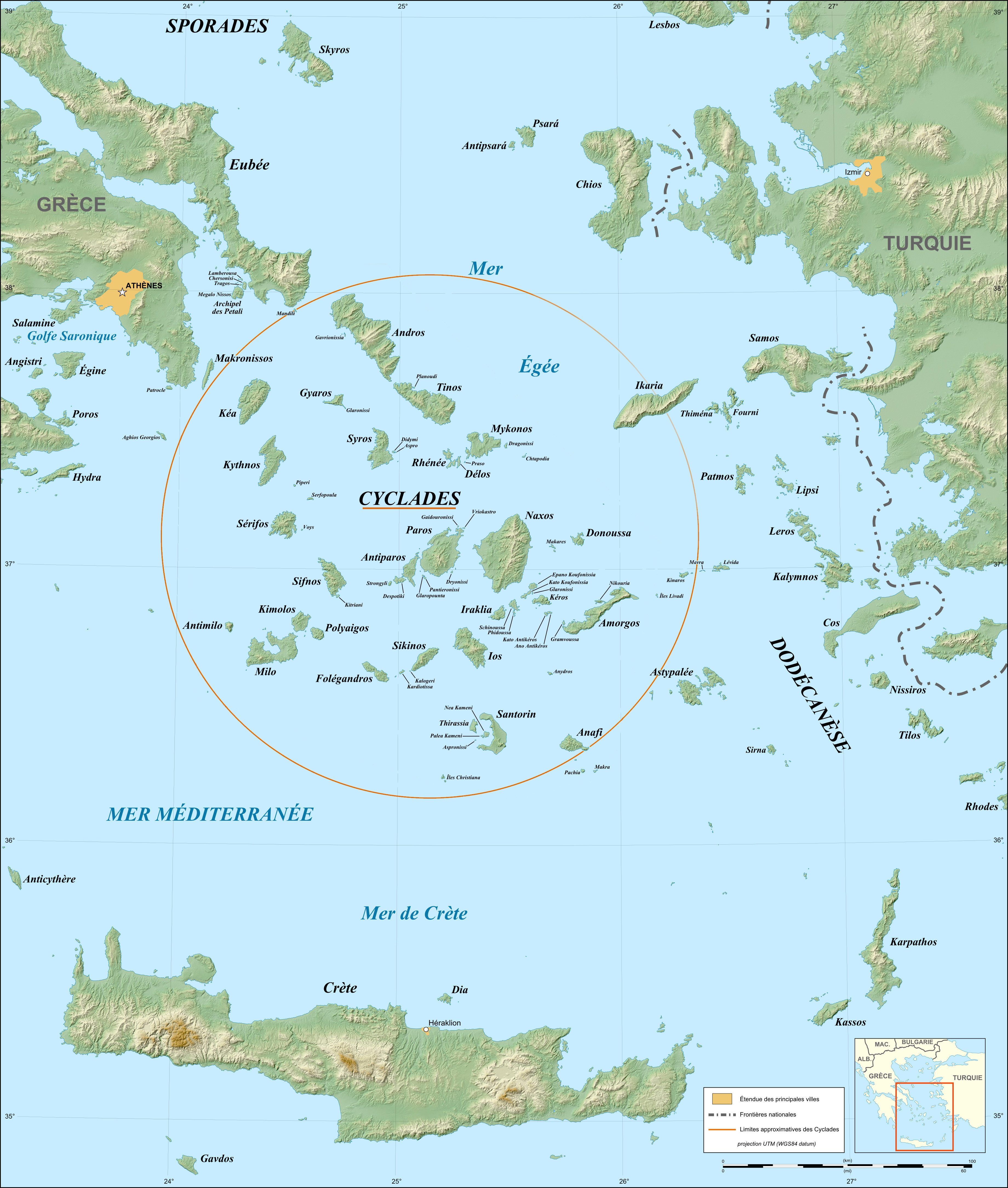
Carte des Cyclades

Les Cyclades, en grec : Κυκλάδες (Kykládes) sont les îles grecques de la mer Égée méridionale. L'archipel comprend environ 2 200 îles, îlots et îlots-rochers. Seules trente-trois îles sont habitées. Pour les Anciens, elles formaient un cercle (en grec ancien κύκλος / kúklos) autour de l'île sacrée de Délos, d'où le nom de l'archipel. Les plus connues sont, du nord au sud et d'est en ouest : Andros, Tinos, Myconos, Naxos, Amorgós, Syros, Paros et Antiparos, Ios, Santorin, Anafi, Kéa, Kythnos, Sérifos, Sifnos, Folégandros et Sikinos, Milos et Kimolos, auxquelles on peut ajouter les petites Cyclades : Iraklia, Schinoussa, Koufonissia, Kéros, Donoussa ainsi que Makronissos entre Kéa et l’Attique, Gyaros en face d’Andros, Polyaigos à l’est de Kimolos et Thirassia, en face de Santorin. Elles reçurent aussi parfois le nom générique d’« Archipel ».
Les îles sont en position de carrefour entre l'Europe et l'Asie mineure, l'Europe et le Proche-Orient ainsi qu'entre l'Europe et l'Afrique. Dans les temps anciens, lorsque la navigation n'était que du cabotage et que les marins cherchaient à ne jamais perdre de vue la terre, elles jouaient un rôle essentiel d'étape. Jusqu'à une époque très récente, cette situation fit leur fortune : le commerce était une de leurs activités principales, et leur malheur : leur contrôle permettait aussi le contrôle des routes commerciales et stratégiques en Égée.
De nombreux auteurs les considéraient, ou les considèrent encore, comme une entité unique. Le groupe insulaire est en effet assez homogène d'un point de vue géomorphologique ; de plus, les îles sont visibles les unes des autres tandis qu'elles sont nettement séparées des continents qui les entourent. Si ces faits physiques sont indéniables, d'autres facteurs de cette unité sont plus subjectifs. L'aridité du climat et des sols actuels suggère aussi l'unité, mais il n'en a pas toujours été ainsi, vu les variations climatiques du passé. Durant les périodes de sécheresse ou d'instabilité historique, certaines îles ont été désertées, d'autres non ou moins, et le repeuplement s'est fait dans des conditions différentes selon les îles : c'est donc à tort que certains auteurs ont pu penser que la population insulaire serait restée, contrairement aux autres régions de Grèce, la seule d'origine, sans apports extérieurs,.
Les ressources naturelles et le rôle potentiel d'étapes commerciales des Cyclades leur ont permis d'être peuplées dès le Néolithique. Grâce à ces atouts, elles connurent une culture brillante au IIIe millénaire av. J.-C. : la civilisation cycladique. Les puissances protohistoriques, minoenne puis mycénienne, y firent sentir leur influence. Les Cyclades connurent un nouvel apogée à l'époque archaïque (VIIIe et VIe siècles av. J.-C.). Les Perses cherchèrent à s'en emparer lors de leurs tentatives de conquête de la Grèce. Elles entrèrent alors dans l'orbite d'Athènes avec les ligues de Délos. Les royaumes hellénistiques se les disputèrent tandis que Délos devenait une grande puissance commerciale.
Durant le millénaire romano-byzantin, les îles étaient encore suffisamment prospères pour attiser la convoitise des pirates, des Goths, des Slaves et des Arabes, ainsi que celle de la quatrième croisade, les Occidentaux se partageant l'Empire byzantin. Les Cyclades entrèrent alors dans l'orbite vénitienne et les seigneurs féodaux « latins » et « francs » créèrent un certain nombre de fiefs dont le principal était le duché de Naxos.
Celui-ci finit par être conquis par l'Empire ottoman qui laissa une certaine autonomie administrative et fiscale aux îles. La prospérité économique se poursuivit donc, malgré la piraterie ou grâce à elle, selon le statut du navire (pillé ou pillard). Ambigu de ce point de vue, l'archipel le fut aussi pendant la guerre d'indépendance grecque. Devenues grecques dans les années 1830, les Cyclades partagèrent l'histoire de la Grèce depuis lors. Elles connurent d'abord une phase de prospérité commerciale, toujours grâce à leur position géographique, avant que les routes commerciales et les moyens de transport changent. Elles souffrirent alors de l'exode, rural ou littoral. L'afflux des touristes apporta un renouveau commercial, sans pour autant remplacer l'ancienne trilogie économique des Cyclades : cultures vivrières, élevage extensif et pêche côtière.

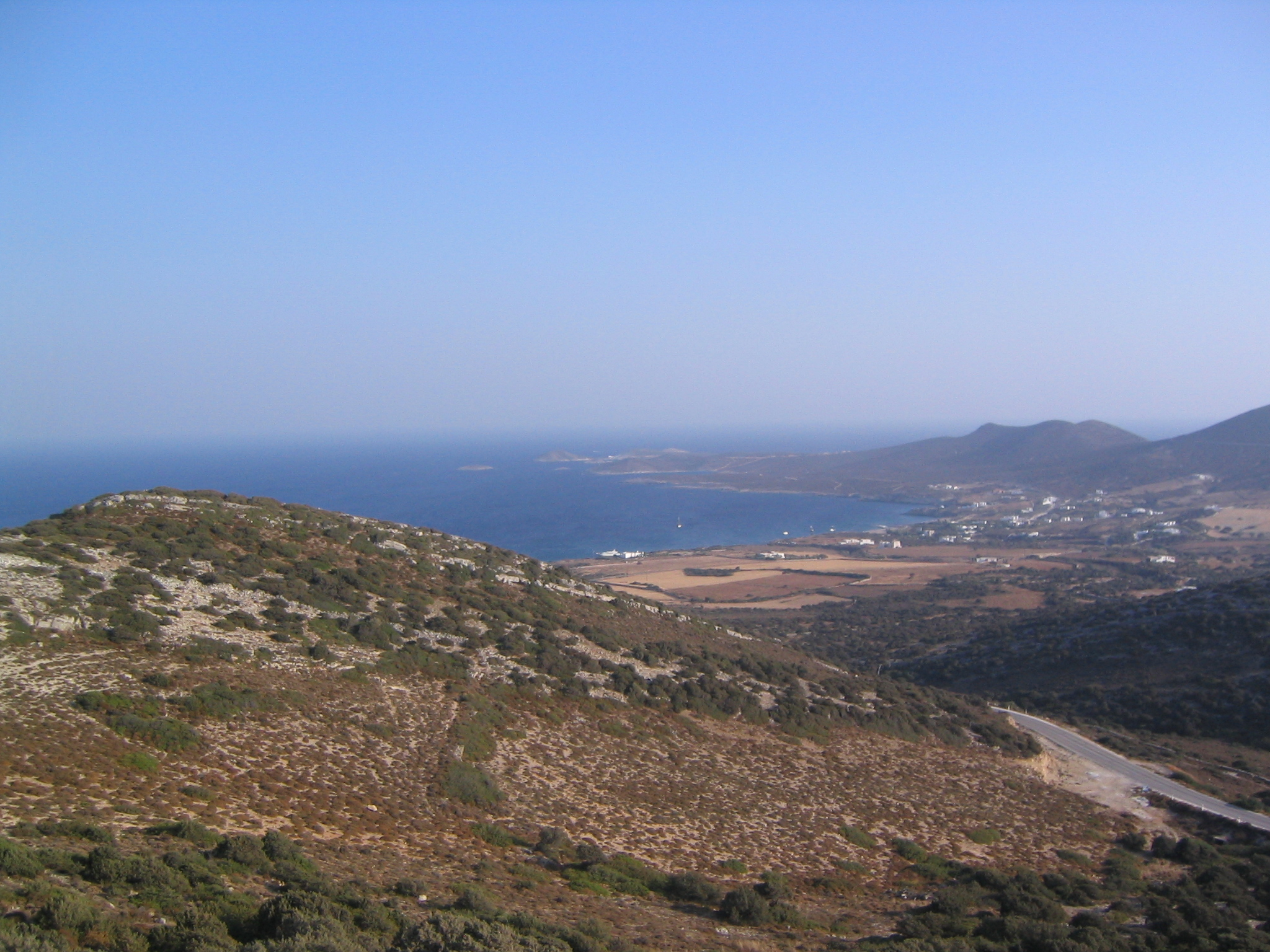
Antiparos, rocher aride ?

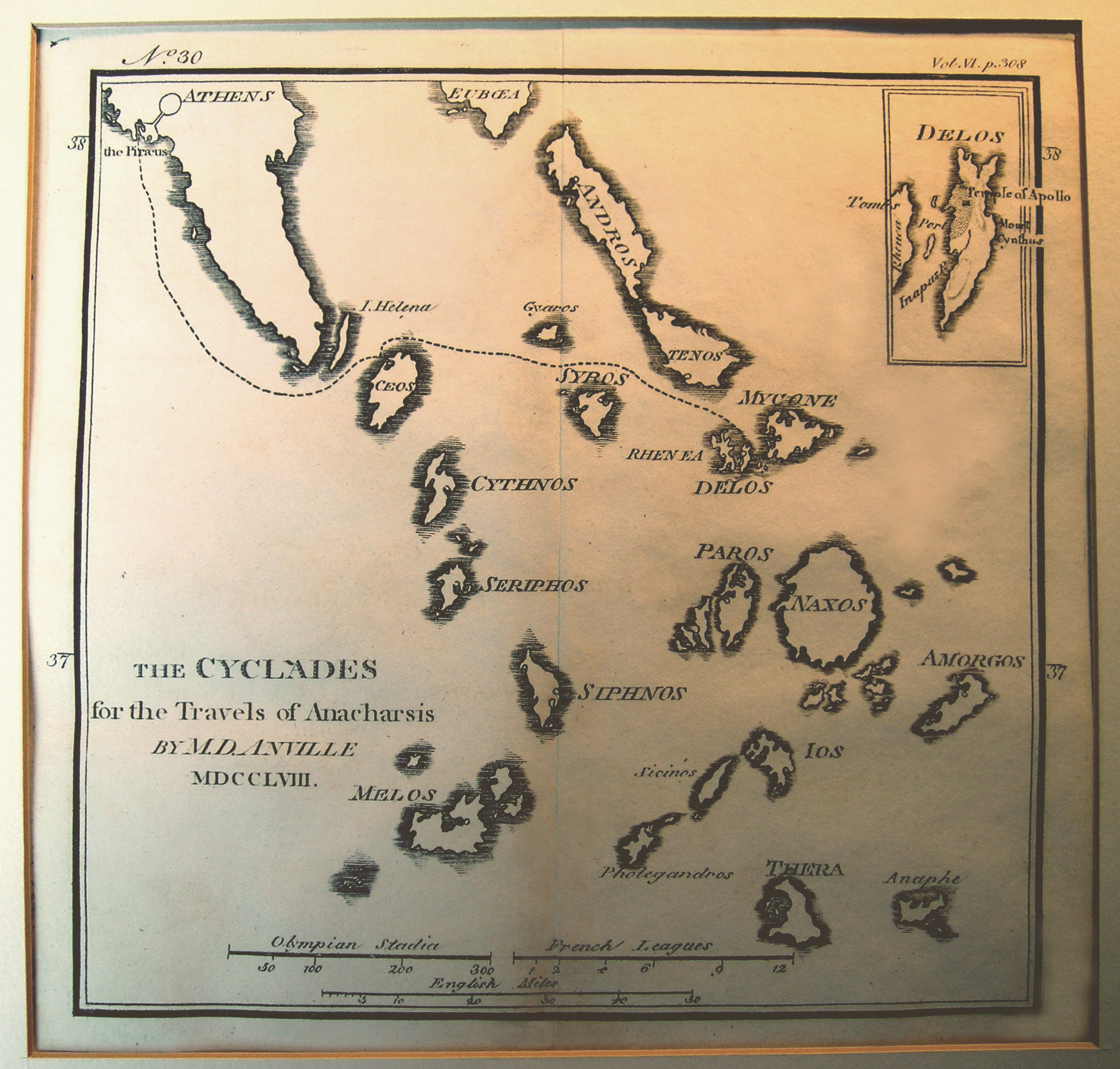
Carte historique des Cyclades pour le Voyage du jeune Anacharsis.

## Préhistoire

### Néolithique

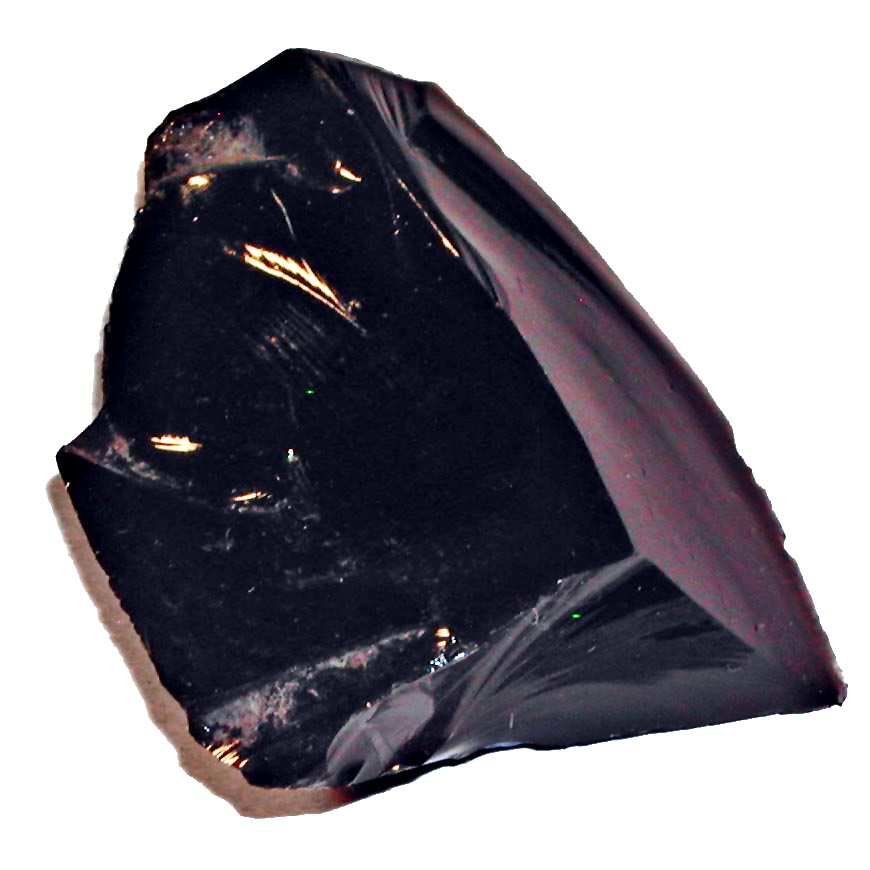
Un bloc d'obsidienne.

Les plus anciennes traces d'activité (mais pas forcément d'occupation) dans les Cyclades ne furent pas découvertes dans les îles mêmes, mais sur le continent, en Argolide, dans la grotte de Franchthi. Des fouilles y ont mis au jour, dans une strate datée du XIe millénaire avant l'ère commune, de l'obsidienne provenant de Milos. L'île volcanique était donc au moins exploitée voire habitée, pas forcément de façon permanente, et ses habitants étaient capables de naviguer et commercer sur une distance d'au moins 150 km.
Une installation définitive sur les îles ne pouvait se faire que par des sédentaires disposant d'une agriculture et d'un élevage pouvant exploiter les quelques plaines fertiles. Des chasseurs-cueilleurs auraient eu beaucoup plus de difficultés. Le site de Maroula sur Kythnos a révélé un fragment d'os daté au Carbone 14 -7 500/-6 500 avant notre ère. Les habitats les plus anciens sont celui de l'îlot de Saliagos entre Paros et Antiparos,, celui de Kephala sur Kéa et peut-être les couches les plus anciennes de Grotta sur Naxos. Ils remontent au Ve millénaire av. J.-C.
Sur Saliagos (alors relié à ses deux voisines, Paros et Antiparos), des maisons de pierres sèches ont été retrouvées, ainsi que deux statuettes cycladiques. Les fouilles du cimetière de Kephala permettent d'estimer le nombre d'habitants entre quarante-cinq et quatre-vingts. L'étude des squelettes a révélé des déformations osseuses, surtout au niveau des vertèbres. Elles sont attribuées à des affections arthritiques, maladie des sédentaires. De l'ostéoporose, autre signe de sédentarité est aussi présente, mais plus rarement que sur le continent à la même époque. L'espérance de vie a été évaluée à une vingtaine d'années, avec des maxima de vingt-huit à trente-cinq ans. Les femmes avaient une espérance de vie plus faible que celle des hommes.

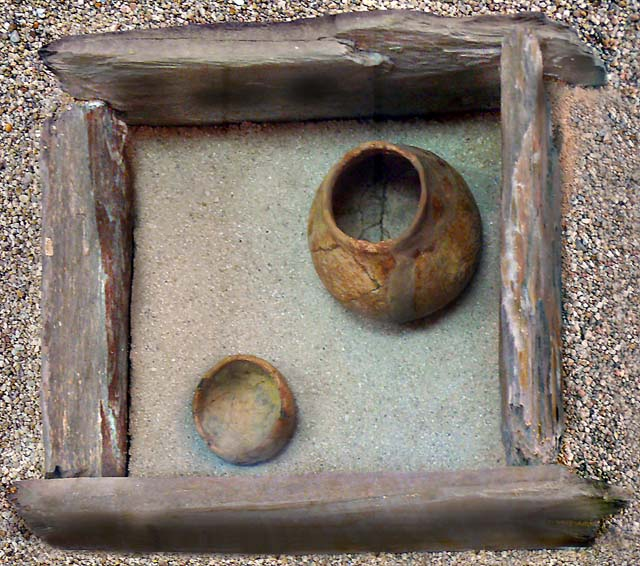
Reconstitution d'une tombe à ciste.

Une division sexuelle du travail a pu exister : aux femmes auraient été dévolus les soins aux enfants, la cueillette, les travaux agricoles « légers », le « petit » bétail, le filage (on a retrouvé des pesons de fuseau dans les tombes féminines), le tissage, la vannerie et la poterie. Les hommes auraient réalisé les tâches dites « masculines » : gros travaux agricoles, chasse, pêche, travail de la pierre, de l'os, du bois et des métaux. Cette division sexuelle du travail entraînait une première différenciation sociale : les tombes, à ciste, les plus riches sont les tombes d'hommes. La poterie se faisait sans tour, à partir de boules d'argile modelées à la main ; les peintures étaient appliquées au pinceau ; les incisions à l'ongle. Les vases étaient ensuite cuits en fosse ou en meule, c'est-à-dire sans four, à des températures basses : 700° à 800 °C. Naxos a révélé des objets de métal de petite taille. L'exploitation des mines d'argent de Siphnos pourrait aussi remonter à cette période.

### Civilisation cycladique

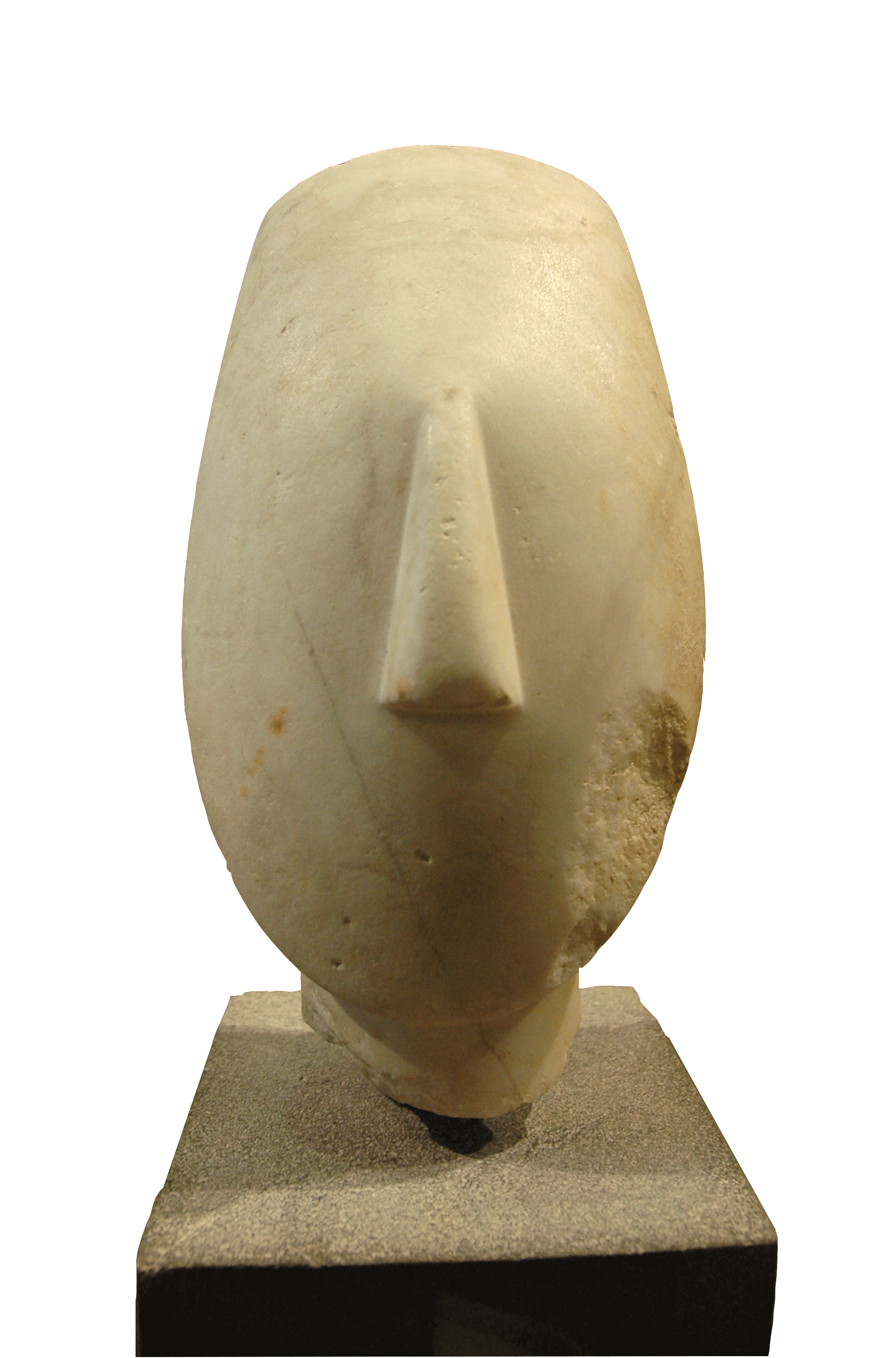
Tête d'une figurine féminine, culture de Kéros-Syros, Cycladique ancien II (2700–2300 av. J.-C.), musée du Louvre.

L'archéologue grec Chrístos Tsoúntas a suggéré à la fin du XIXe siècle, après avoir rapproché diverses découvertes sur de nombreuses îles, que les Cyclades auraient été englobées dans une unité culturelle au IIIe millénaire av. J.-C. : la civilisation cycladique, remontant à l'âge du bronze. Elle est célèbre pour ses idoles de marbre, retrouvées jusqu'au Portugal et à l'embouchure du Danube, ce qui prouve son dynamisme.
Elle est un peu plus ancienne que la civilisation minoenne de Crète. Les débuts de la civilisation minoenne furent influencés par la civilisation cycladique : des statuettes cycladiques furent importées en Crète et les artisans locaux imitèrent les techniques cycladiques, les sites d'Aghia Photia et d'Archanes en ont apporté les preuves archéologiques. De même, les fouilles du cimetière d'Aghios Kosmas en Attique ont révélé des objets prouvant une forte influence cycladique, due soit à la présence d'une forte proportion de la population voire d'une véritable colonie provenant des îles.
On distingue traditionnellement trois grandes périodes (équivalentes à celles qui divisent l'Helladique sur le continent et le Minoen en Crète) :
- le Cycladique Ancien I (CA I) (3200 - 2800) dit aussi Culture Grotta-Pelos
- le Cycladique Ancien II (CA II) (2800 - 2300) dit aussi Culture Kéros-Syros, souvent considérée comme l'apogée de la civilisation cycladique
- le Cycladique Ancien III (CA III) (2300 - 2000) dit aussi Culture Phylakopi

L'étude des squelettes retrouvés dans les sépultures, toujours à ciste, montre une évolution depuis le Néolithique. L'ostéoporose recule même si les affections arthritiques restent présentes. Donc, le régime alimentaire s'était amélioré. L'espérance de vie a progressé : on constate des maxima de quarante à quarante-cinq ans pour les hommes, mais seulement de trente ans pour les femmes. La division sexuelle du travail restait la même que celle constatée au Néolithique Ancien : aux femmes les petits travaux domestiques et agricoles, aux hommes les plus gros travaux et l'« artisanat ». L'agriculture reposait, comme ailleurs en Méditerranée, sur les céréales (plutôt l'orge, moins gourmande en eau que le blé), la vigne et l'olivier. L'élevage se concentrait déjà principalement sur les chèvres et les moutons, ainsi qu'un peu de porcs ; mais très peu de bovins dont l'élevage est encore aujourd'hui peu développé dans les îles. La pêche complétait les ressources alimentaires, grâce par exemple aux migrations régulières de thons. À cette époque, le bois, plus abondant qu'aujourd'hui, permettait la construction des charpentes et des navires.
Les habitants de ces îles qui vivaient principalement en bord de mer étaient de remarquables marins et commerçants. Il semblerait que les Cyclades aient alors plus exporté qu'importé de marchandises, fait assez unique dans leur histoire. La céramique retrouvée dans divers sites cycladiques (Phylakopi sur Milos, Aghia Irini sur Kéa et Akrotiri sur Santorin) prouve l'existence de routes commerciales allant de la Grèce continentale à la Crète en passant principalement par les Cyclades de l'ouest jusqu'au Cycladique Récent. Des vases produits sur le continent ou en Crète et importés dans les îles ont été retrouvés lors de fouilles sur ces trois sites.
On sait qu'il y avait des artisans spécialisés : fondeurs, forgerons, potiers et sculpteurs, mais il est impossible de dire s'ils vivaient de leur travail. L'obsidienne de Milos resta le matériau dominant pour la fabrication des outils, même après le développement de la métallurgie, car moins chère. On a retrouvé des outils fabriqués dans un bronze primitif, alliage de cuivre et d'arsenic. Le cuivre provenait de Kythnos et contenait déjà une forte teneur d'arsenic. L'étain, dont la provenance n'a pas été déterminée, ne fut introduit dans les îles que plus tard, après la fin de la civilisation cycladique. Les bronzes à l'étain les plus anciens furent retrouvés à Kastri sur Tinos (période de la Culture Phylakopi) et leur composition prouve qu'ils provenaient de Troade, soit sous forme de matières premières, soit déjà sous forme de produits finis. Des échanges commerciaux existaient alors entre la Troade et les Cyclades.
Ces outils servaient à travailler le marbre, surtout originaire de Naxos et Paros, soit pour les célèbres idoles cycladiques, soit pour les vases de marbre. Il ne semble pas que le marbre ait alors été exploité dans des mines, comme de nos jours : il se serait trouvé en grande quantité à fleur de sol. L'émeri de Naxos fournissait aussi des matériaux de polissage. Enfin, la pierre ponce de Santorin permettait un fini parfait. Les pigments qu'on peut retrouver sur les statuettes, mais aussi dans les tombes, étaient aussi originaires des îles, comme l'azurite pour le bleu et le minerai de fer pour le rouge.
Par la suite, l'habitat se déplaça vers le sommet des îles à l'intérieur d'enceintes fortifiées complétées de tours rondes aux angles. On considère que la piraterie aurait alors pu faire son apparition dans l'archipel.

### Minoens et Mycéniens

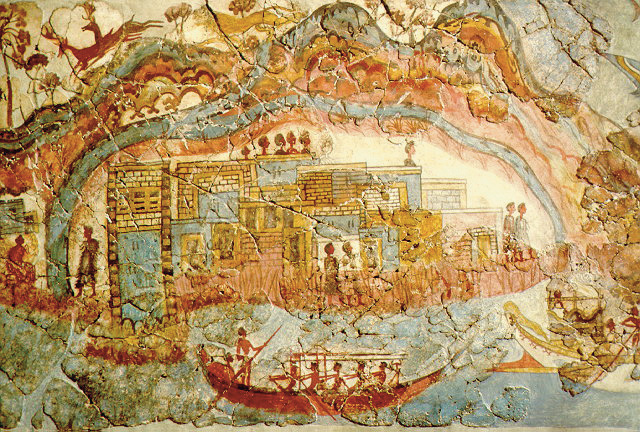
La procession de navires sur une fresque d'Akrotiri (Santorin) montre aussi un habitat cycladique du IIe millénaire avant notre ère.

Les Crétois occupèrent les Cyclades au IIe millénaire av. J.-C., puis les Mycéniens à partir de 1450 avant l'ère commune et les Doriens à partir de 1100 avant l'ère commune. Les îles, à cause de leur relative petite taille, ne purent affronter ces puissances très centralisées.

#### Sources littéraires
Thucydide écrit que Minos chassa de l'archipel ses premiers habitants, les Cariens dont les tombeaux étaient nombreux sur Délos. Hérodote précise que les Cariens, aussi appelés Lélèges, étaient arrivés depuis le continent. Ils étaient totalement indépendants (« ils ne payaient aucun tribut »), mais fournissaient des marins aux navires de Minos.
Selon Hérodote, les Cariens auraient été les meilleurs guerriers de leur temps et auraient appris aux Grecs à mettre des crinières aux casques, à représenter des insignes sur les boucliers et à utiliser des courroies pour tenir ceux-ci. Les Cariens auraient ensuite été chassés des Cyclades par les Doriens, suivis des Ioniens qui firent de l'île de Délos un grand centre religieux.

#### L'influence crétoise

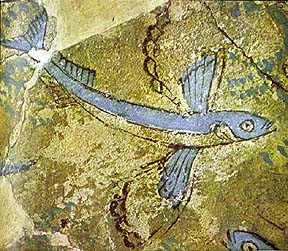
Exocet d'une fresque minoenne à Phylakopi sur Milos.

On connaît une quinzaine d'habitats du Cycladique Moyen (vers 2000 avant l'ère commune - vers 1600 avant l'ère commune). Les trois plus étudiés sont Aghia Irini (IV et V) sur Kéa, Paroikia sur Paros et Phylakopi (II) sur Milos. L'absence de réelle rupture (malgré la couche de destruction) entre Phylakopi I et Phylakopi II permet de penser que la transition ne fut pas brutale. La principale preuve d'une évolution est la disparition des idoles cycladiques des sépultures qui par contre ont très peu évolué, restant à ciste depuis le Néolithique.
Les Cyclades subirent aussi une différenciation culturelle. Un groupe au nord autour de Kéa et Syros se rapprocherait plus, d'un point de vue culturel, du Nord-Est de l'Égée, tandis que les Cyclades du Sud seraient plus proches de la civilisation crétoise. S'il est nécessaire de nuancer la tradition ancienne d'un empire maritime minoen, il est cependant indéniable que la Crète finit par avoir une influence sur l'ensemble de l'Égée. Celle-ci se fit plus fortement sentir à partir du Cycladique Récent, ou Minoen Récent (à partir de 1700/1600 avant l'ère commune).
Au Minoen Récent, des contacts importants sont attestés à Kéa, Milos et Santorin : poterie et éléments architecturaux (polythyron, puits de lumière, décor à fresque) minoens ainsi que des signes du Linéaire A. Les tessons retrouvés sur les autres Cyclades y seraient arrivés de façon indirecte depuis ces trois îles. Il est difficile de déterminer de quel type était la présence minoenne dans les Cyclades : colonies de peuplement, protectorats ou comptoirs. Il a été suggéré un temps que les grands bâtiments à Akrotiri sur Santorin (maison Ouest) ou à Phylakopi pouvaient être des palais de gouverneurs étrangers, mais il n'existe pas de preuve formelle pouvant étayer cette hypothèse. Il n'existe pas non plus suffisamment de preuves archéologiques montrant l'existence de quartier exclusivement crétois, comme dans des colonies de peuplement. Il semblerait que la Crète ait défendu ses intérêts dans la région grâce à des agents qui pouvaient jouer un rôle politique plus ou moins important. La civilisation minoenne aurait ainsi protégé ses routes commerciales. L'influence plus forte sur les trois îles de Kéa, Milos et Santorin s'expliquerait ainsi. Les Cyclades étaient un foyer d'échanges très actif. L'axe (ou cordon) occidental (Kéa, Milos, Santorin) était prépondérant. Kéa était l'étape vers le continent et la première étape depuis celui-ci, à proximité des mines du Laurion ; Milos redistribuait vers le reste de l'archipel et restait la principale source d'obsidienne ; et Santorin jouait vis-à-vis de la Crète le même rôle que Kéa vis-à-vis de l'Attique. La production du bronze resta en grande majorité à l'arsenic, l'étain ne progressa que très lentement dans les Cyclades, à partir du nord-est de l'archipel.

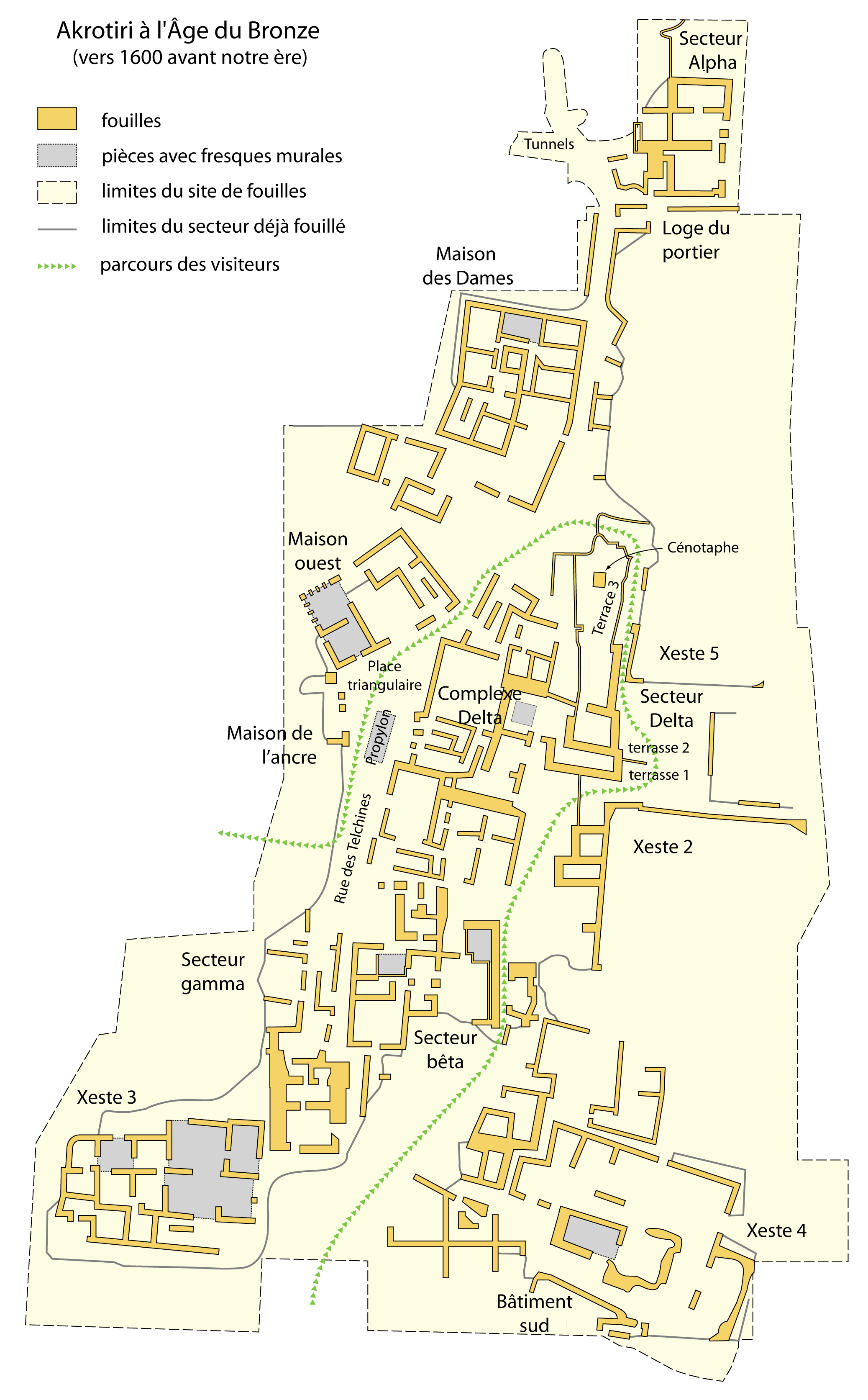
Plan d'Akrotiri.

L'habitat était alors constitué de petits villages de marins et d'agriculteurs, souvent fortifiés au plan serré. Les maisons, rectangulaires, d'une à trois pièces, sont mitoyennes, de taille et de construction modeste, parfois à étage, organisées plus ou moins régulièrement dans des blocs séparés par des ruelles dallées. Il n'y avait toujours pas de palais tel qu'on en connaissait en Crète ou sur le continent. On n'a pas non plus découvert de « tombes royales » dans les îles. Si elles ont pu être plus ou moins indépendantes politiquement et commercialement, il semblerait que d'un point de vue religieux, l'influence crétoise fut très forte. Les objets cultuels (rhytons zoomorphes, tables à libation, etc.), les aménagements religieux (bains lustraux, etc.) ou les thèmes des fresques sont similaires à Santorin ou à Phylakopi et dans les palais crétois.
L'explosion de Santorin (entre le Minoen Récent I A et le Minoen Récent I B) a enseveli et préservé un exemple d'habitat : Akrotiri. Les fouilles depuis 1967 y ont mis au jour une agglomération d'un hectare de superficie, dépourvue de mur d'enceinte. Le plan était en ordre serré, avec un réseau plus ou moins orthogonal de rues pavées et dotées d'égout. Les bâtiments avaient deux à trois étages, sans puits de lumière ni cour : les ouvertures sur la rue donnaient l'air et la lumière. Le rez-de-chaussée abritait l'escalier et des pièces servant de magasin ou d'atelier ; les pièces du premier, un peu plus grandes avaient un pilier central et des décors à fresques. Les maisons avaient des toits en terrasse posés sur des poutres non équarries, recouvertes d'une couche végétale (algues ou feuillage) puis plusieurs couches de terre argileuse, comme dans l'habitat traditionnel encore de nos jours.
Dès le début des fouilles en 1967, l'archéologue grec Spyridon Marinatos, constata que la ville avait subi une première destruction, due à un tremblement de terre, avant même l'éruption, puisque des ruines furent ensevelies. À peu près au même moment, le site d'Aghia Irini sur Kéa fut lui aussi détruit par un tremblement de terre. Une chose est certaine : après l'éruption, les importations minoennes ont disparu d'Aghia Irini (VIII) pour être remplacées par des importations mycéniennes.

#### Cycladique récent: la domination mycénienne

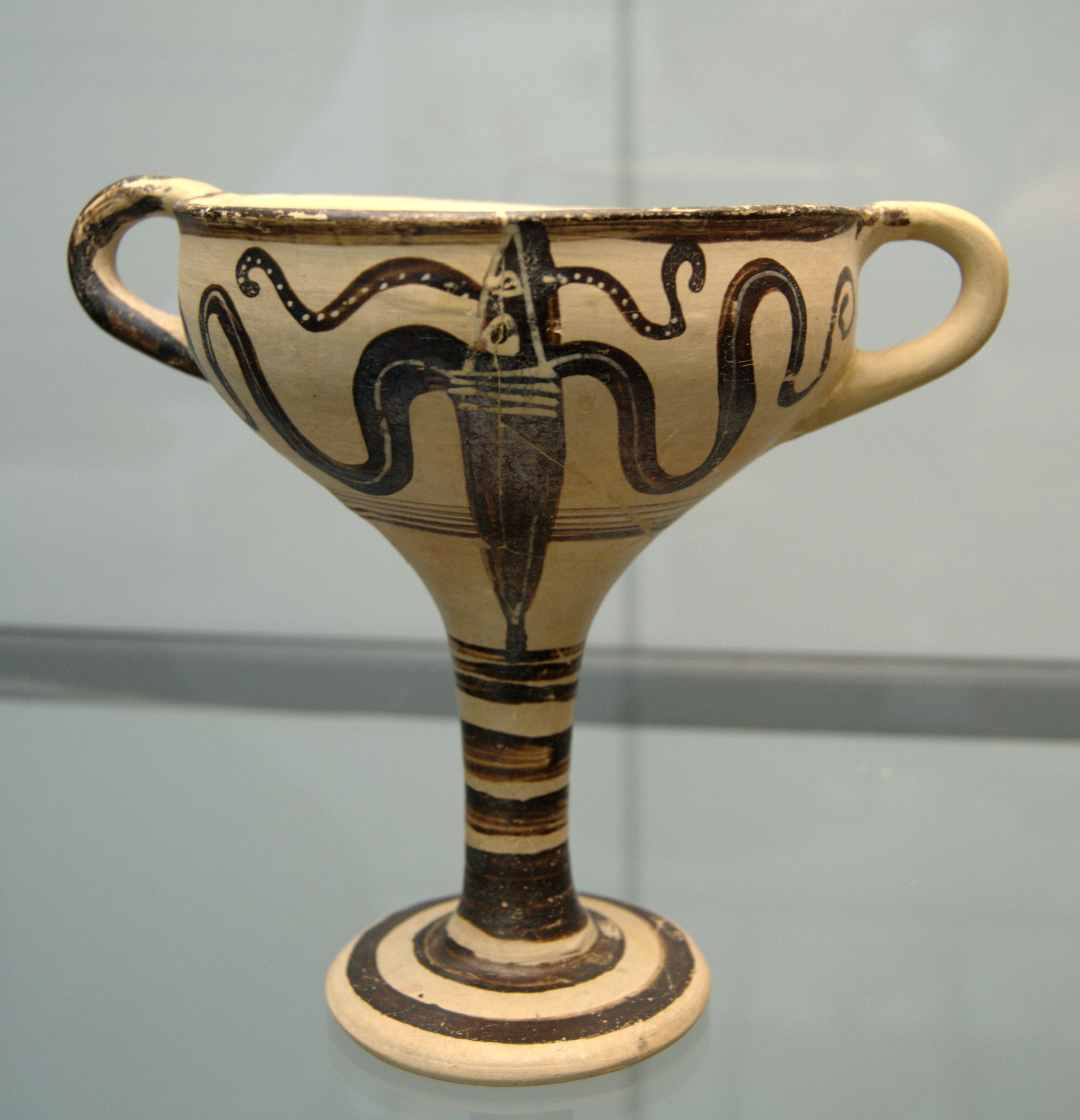
Vase mycénien à décor d'encornet.

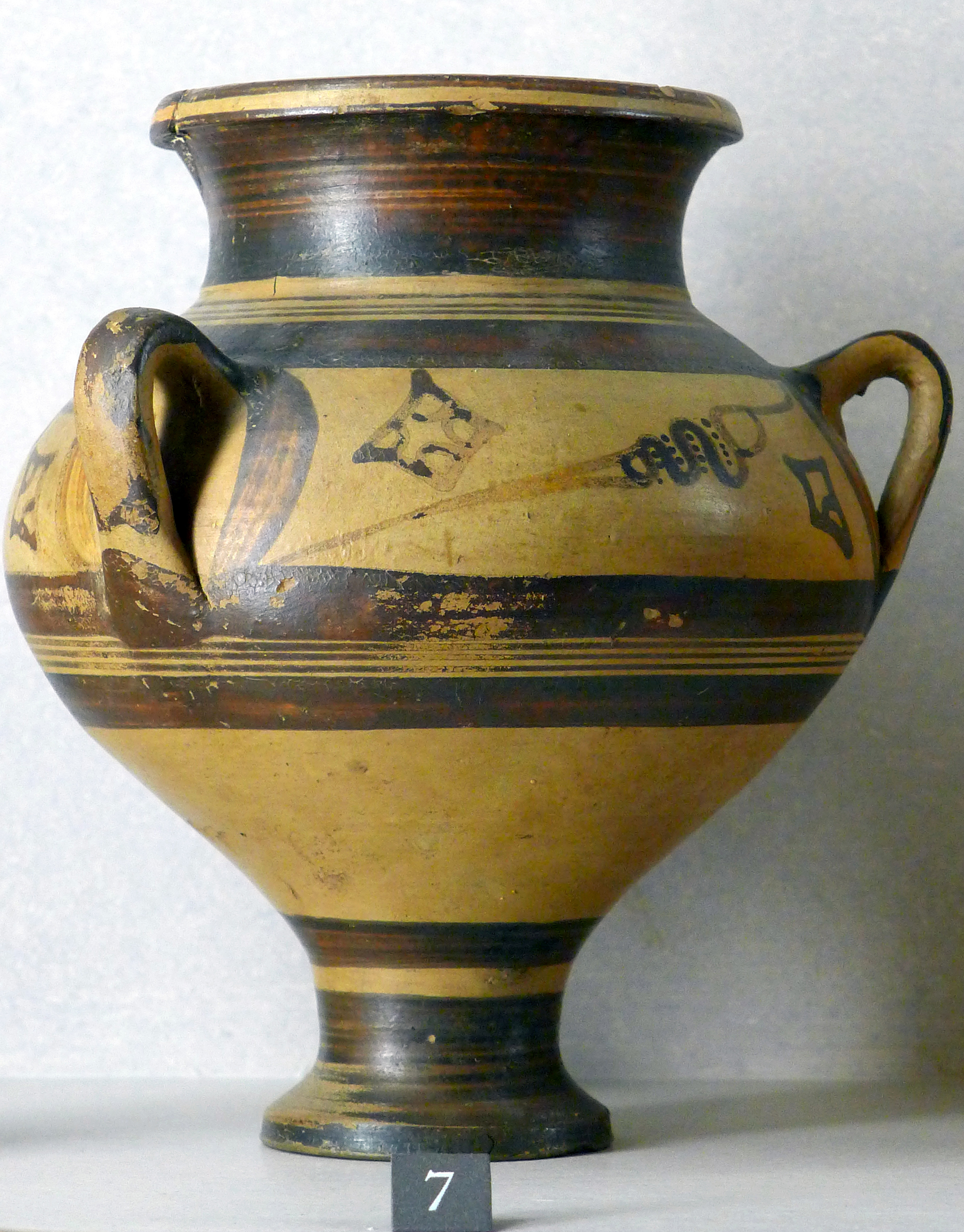
Jarre piriforme découverte à Milos (Milo) - HR IIIB, musée du Louvre.

Entre le milieu du XVe siècle av. J.-C. et le milieu du XIe siècle av. J.-C., les relations entre les Cyclades et le continent connurent trois phases. Jusque vers 1250 avant l'ère commune (Helladique Récent III A-B1 ou début du Cycladique Récent III), l'influence mycénienne se fit sentir seulement sur Délos, à Aghia Irini (sur Kéa), à Phylakopi (sur Milos) et peut-être à Grotta (sur Naxos). Certains bâtiments rappellent les palais continentaux, sans que les preuves soient définitives, mais des éléments typiquement mycéniens ont été retrouvés dans les sanctuaires religieux. Dans la période de troubles accompagnés de destructions que connurent les royaumes continentaux (Helladique Récent III B), les relations se ralentirent, allant jusqu'à s'arrêter (disparition d'objets mycéniens dans les strates correspondantes dans les îles). De plus, les sites insulaires se fortifièrent ou améliorèrent leurs défenses (Phylakopi, mais aussi Aghios Andréas sur Siphnos ou Koukounariès sur Paros). Les relations reprirent à l'Helladique Récent III C. Aux importations d'objets (jarres à étrier à décor de poulpes) s'ajoutèrent aussi des mouvements de population avec des migrations venues du continent. Une tombe à tholos, caractéristique des sépultures mycéniennes du continent a été mise au jour sur Mykonos. Les Cyclades furent occupées de façon continue jusqu'au moment du déclin de la civilisation mycénienne.

## Époques géométrique, archaïque et classique

### L'arrivée des Ioniens

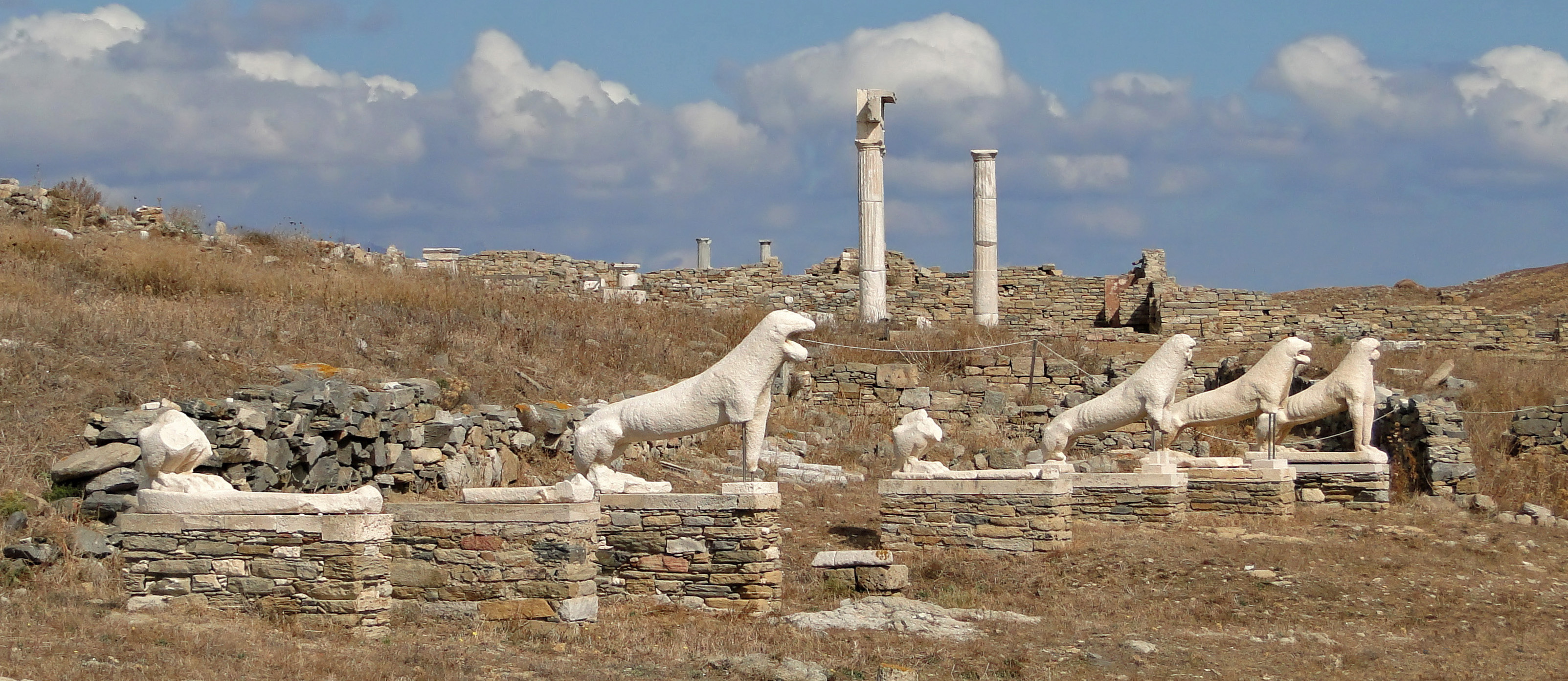
La terrasse des Lions de Naxos à Délos.

Les Ioniens venus du continent arrivèrent vers le Xe siècle av. J.-C. Ils créèrent le grand sanctuaire religieux de Délos vers le VIIe siècle av. J.-C. L'Hymne homérique à Apollon (dont la première partie pourrait remonter au VIIe siècle av. J.-C.) fait allusion à des panégyries (avec compétitions sportives, chants et danses) ioniennes. Les fouilles archéologiques ont montré qu'un centre religieux était installé sur les ruines de l'habitat remontant au Cycladique Moyen.
Ce fut entre le XIIe siècle av. J.-C. et le VIIIe siècle av. J.-C. avant notre ère que se constituèrent les premières cités cycladiques comme les quatre cités de Kéa (Ioulis, Korissia, Piessa et Karthaia), ou le site de Zagora sur Andros dont les maisons étaient entourées d'une muraille que les archéologues datent de 850 avant notre ère. Les céramiques montrent la diversité des productions locales, et donc les différences entre les îles. Ainsi, il semblerait que Naxos (site sur l'îlot de Donoussa) et surtout Andros (site de Zagora) aient eu des liens avec l'Eubée, tandis que Milos et Santorin aient été dans la sphère d'influence dorienne.
Zagora, un des plus importants ensembles urbains de l'époque qu'il a été possible d'étudier, a montré que le type des constructions traditionnelles a peu évolué du IXe siècle av. J.-C. au XIXe siècle apr. J.-C. Les maisons avaient des toits plats, en dalles de schiste recouvertes de terre battue et des coins tronqués afin de laisser passer plus facilement les bêtes de somme.

### Un nouvel apogée
À partir du VIIIe siècle av. J.-C., les Cyclades connurent un apogée lié en grande partie à leur richesse (obsidienne sur Milos, or sur Siphnos, argent sur Syros, pierre ponce sur Santorin et marbre, principalement à Paros). Cette prospérité peut se lire aussi dans la participation relativement faible des îles au mouvement de colonisation grecque, hormis Andros fondant plusieurs colonies en Chalcidique et en Thrace et Théra fondant Cyrène. Les cités cycladiques célébrèrent leur prospérité dans les grands sanctuaires : trésor de Siphnos ou colonne des Naxiens à Delphes ou terrasse des lions offerte par Naxos à Délos.

### Période classique
La richesse des cités cycladiques attira alors la convoitise de leurs voisins. La construction du Trésor de Siphnos à Delphes fut suivie de peu par un pillage de l'île par les Samiens en 524 avant notre ère. Le tyran de Naxos Lygdamis domina un temps une partie de ses voisines à la fin du VIe siècle.
Les Perses tentèrent de s'emparer des Cyclades vers la fin du Ve siècle avant notre ère. Aristagoras, neveu d'Histiaeus, tyran de Milet, monta une expédition avec Artaphernes, satrape de Lydie, contre Naxos. Il espérait contrôler tout l'archipel grâce à la conquête de cette île. En route, Aristagoras se querella avec l'amiral Megabates, qui trahit en informant Naxos de l'approche de la flotte. Les Perses renoncèrent temporairement aux Cyclades à cause de la révolte de Ionie.

#### Les guerres médiques
Lorsque Darius monta son expédition contre la Grèce, il ordonna à Datis et Artapherne, fils du satrape de Lydie, de s'emparer des Cyclades. Ils pillèrent Naxos, Délos fut épargnée pour des raisons religieuses et Siphnos, Sérifos et Milos préférèrent se soumettre et livrer des otages. Les îles passèrent donc sous le contrôle perse. Après Marathon, Miltiade entreprit la reconquête de l'archipel, mais il échoua devant Paros. Les insulaires fournirent dix-sept navires à la flotte perse, mais la veille de la Bataille de Salamine, six ou sept navires cycladiques (venus de Naxos, Kéa, Kythnos, Sériphos, Siphnos et Milos) seraient passés du côté grec. Les îles eurent ainsi le droit d'être sur le trépied consacré à Delphes.
Thémistocle, poursuivant la flotte perse à travers l'archipel, chercha aussi à punir les îles les plus compromises avec les Perses, prélude à la domination athénienne.
En 479 avant l'ère commune, des cités cycladiques (Kéa, Milos, Tinos, Naxos et Kythnos) étaient présentes aux côtés des autres Grecs lors de la bataille de Platées, ainsi que l'atteste le piédestal de la statue consacrée à Zeus Olympien décrit par Pausanias.

#### Les ligues de Délos
Lorsque le danger mède fut repoussé du territoire continental grec et que le combat se porta dans les îles et en Ionie (Asie mineure), les Cyclades entrèrent dans l'alliance destinée à venger la Grèce et à se rembourser des dommages causés par les Perses en pillant leurs possessions. Cette alliance fut organisée par Athènes. On la nomme communément première Ligue de Délos. Les cités coalisées fournirent à partir de 478-477 avant notre ère soit des navires (Naxos par exemple), soit surtout un tribut en argent. Le montant du trésor fut fixé à quatre cents talents et il fut déposé au sanctuaire d'Apollon sur l'île sacrée de Délos.
Bien vite, Athènes se comporta de façon autoritaire vis-à-vis de ses alliés, avant de les faire passer sous sa domination totale. Naxos se révolta en 469 avant notre ère et fut la première cité alliée à être transformée en État sujet par Athènes, à la suite d'un siège. Le trésor fut transféré de Délos à l'Acropole d'Athènes vers 454 avant notre ère. Les Cyclades entrèrent alors dans le « district » des îles (avec Imbros, Lesbos et Skyros) et ne contribuaient plus à la ligue que par des versements en argent. La Boulè d'Athènes en fixait le montant. Le tribut n'était pas trop lourd, sauf après une révolte, lorsqu'il devenait une punition. Il semblerait que la domination athénienne ait parfois pris la forme de clérouquies (sur Naxos et Andros par exemple).
Au début de la guerre du Péloponnèse, toutes les Cyclades, sauf Milos et Santorin, étaient sujets d'Athènes. Thucydide écrit ainsi que des soldats de Kéa, Andros et Tinos participèrent à l'Expédition de Sicile et que ces îles étaient des « sujets tributaires ».
Les Cyclades versèrent un tribut jusqu'en 404. Elles connurent alors une relative période d'autonomie avant d'entrer dans la seconde confédération athénienne et de repasser sous la coupe athénienne. D'après Quinte-Curce, après (ou en même temps que) la Bataille d'Issos, une contre-attaque perse menée par Pharnabazus aurait entraîné une occupation d'Andros et Siphnos.

### La période hellénistique

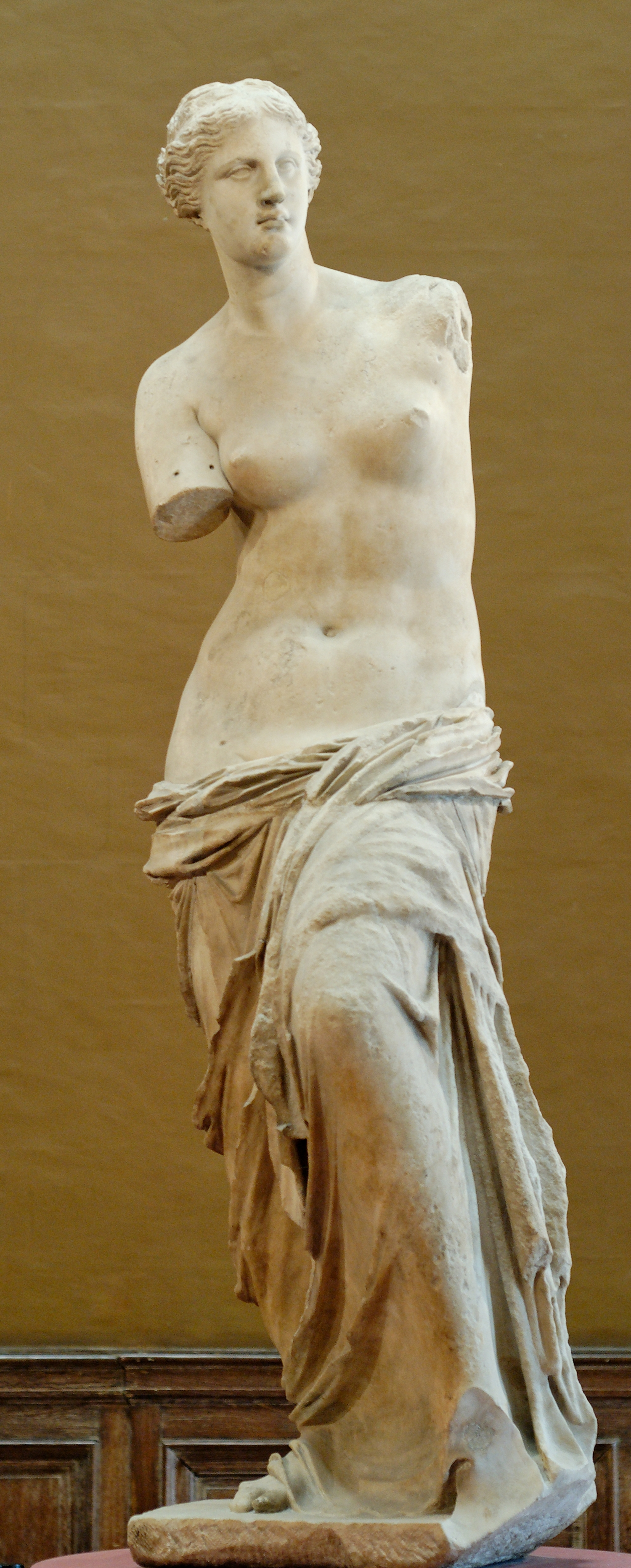
La Vénus de Milo, une des statues hellénistiques les plus célèbres, signe du dynamisme des Cyclades durant cette période.

#### Un archipel disputé entre les royaumes hellénistiques
D’après Démosthène et Diodore de Sicile, le tyran thessalien Alexandre de Phères mena des opérations de piraterie dans les Cyclades vers -362--360. Ses navires se seraient emparés de quelques-unes des îles, dont Tinos, et auraient emporté un grand nombre d’esclaves. Les Cyclades se révoltèrent à l'occasion de la troisième guerre sacrée (357-355) qui vit l'intervention de Philippe II de Macédoine contre la Phocide alliée à Phères. Elles commencèrent alors à passer dans l'orbite du royaume de Macédoine.
Dans leur lutte d'influence, les dirigeants des royaumes hellénistiques affirmèrent souvent vouloir maintenir la « liberté » des cités grecques, en réalité contrôlées par eux et souvent occupées par des garnisons. À partir de 314 avant l'ère commune, Antigone le Borgne créa ainsi la Ligue des Nésiôtes (Insulaires) siégeant à Délos. Vers 308, la flotte égyptienne de Ptolémée parcourut l'archipel, au cours d'une expédition dans le Péloponnèse, et « libéra » Andros. La ligue des Nésiôtes se serait peu à peu élevée jusqu'au niveau d'État fédéral au service des Antigonides, puisque Démétrios Ier Poliorcète se serait appuyé sur elle pour ses campagnes navales.
Les îles passèrent ensuite sous la domination des Ptolémées. À l'époque de la guerre chrémonidéenne, des garnisons de mercenaires avaient été installées dans un certain nombre d'îles dont Santorin, Andros et Kéa. Mais la présence lagide s'effaça à partir du milieu du siècle, un recul parfois attribué aux défaites navales de Kos ou Andros, de datations discutées, ou à une évolution des centres d'intérêt de la politique égyptienne. Cependant, à cause de la révolte d'Alexandre, fils de Cratère, les Macédoniens d'Antigone Gonatas ne purent totalement contrôler l'Archipel qui entra dans une phase d'instabilité. Selon certains auteurs Antigone Dosôn les contrôlait encore ou les reconquit lorsqu'il s'attaqua à la Carie ou qu'il défit Sparte à Sellasia en 222 avant l'ère commune, mais d'autres doutent de l'existence d'une réelle hégémonie macédonienne à cette période. Démétrios de Pharos ravagea ensuite l’archipel et en fut chassé par les Rhodiens.
Philippe V de Macédoine, après la première guerre macédonienne, se tourna contre les Cyclades qu'il fit ravager par le pirate étolien Dicéarque avant d'en prendre le contrôle en installant des garnisons sur Andros, Paros et Kythnos. Après Cynocéphales, les îles passèrent aux Rhodiens puis aux Romains. Les Rhodiens auraient donné un nouvel élan à la Ligue des Nésiotes.

#### La société hellénistique
Dans son ouvrage sur Tinos, Roland Étienne évoque une société tiniote dominée par une « aristocratie » agrarienne et patriarcale marquée par une forte endogamie. Ces quelques familles avaient beaucoup d'enfants et tiraient une partie de leurs ressources d'une exploitation financière de la terre (ventes, emprunts, etc.), que R. Étienne qualifie d'« affairisme rural ». Ce « marché de l'immobilier » était dynamique à cause du nombre d'héritiers et du partage du patrimoine au moment des héritages. Il n'y avait pas d'autre solution que l'achat et la vente de terres pour se constituer un patrimoine cohérent. Une partie de ces ressources financières pouvait être aussi investie dans les activités commerciales.
Cette endogamie pouvait se situer au niveau de la classe sociale, mais aussi au niveau de l'ensemble du corps civique. On sait que les citoyens de Délos, dans une agglomération où résidaient de très nombreux étrangers, parfois plus nombreux que les citoyens eux-mêmes, pratiquaient une très forte endogamie civique, tout au long de la période hellénistique. S'il n'est pas possible d'étendre systématiquement ce phénomène à l'ensemble des Cyclades, il reste un bon indicateur de leur fonctionnement potentiel. Les populations circulaient en effet plus à l'époque hellénistique qu'aux époques précédentes : des cent vingt soldats mis en garnison à Santorin par les Ptolémées, la grande majorité provenait d'Asie mineure ; Milos avaient à la fin du Ier siècle av. J.-C. une forte population juive. La question du maintien du statut de citoyen s'est posée.
La période hellénistique a laissé un héritage imposant sur certaines Cyclades : des tours en très grand nombre, sur Amorgós, sur Siphnos où on en comptait cinquante-six en 1991, vingt-sept identifiées sur Kéa en 1956. Elles ne pouvaient toutes être des tours de guet, comme on le suppose souvent. Leur grand nombre sur Siphnos a été associé à la richesse minérale de l'île, mais cette richesse minérale n'existait pas sur Kéa, ou sur Amorgós. Mais ces îles possédaient d'autres ressources, agricoles par exemple. Les tours seraient alors un reflet de la prospérité des îles à l'époque hellénistique.

#### La puissance commerciale de Délos

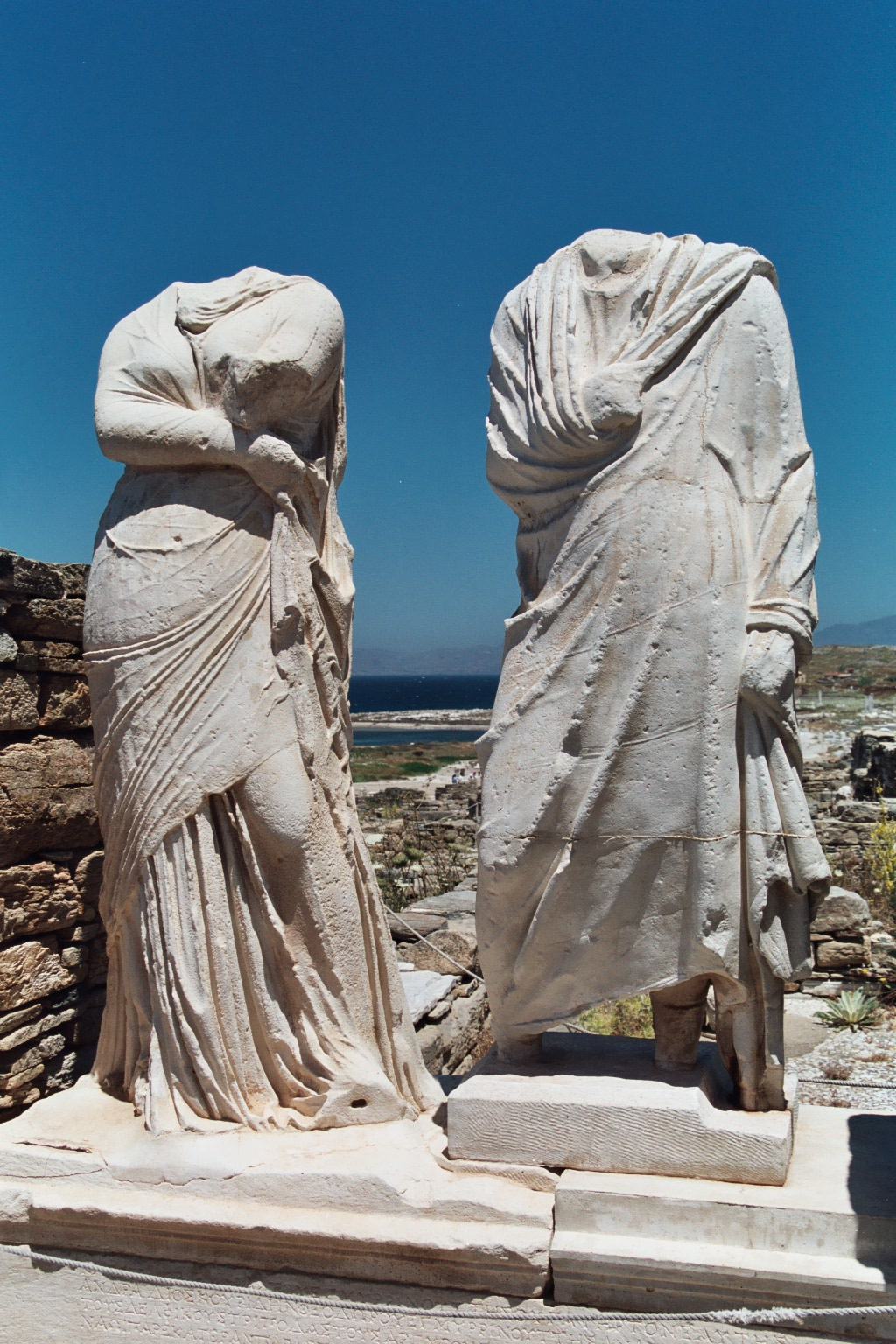
La « maison de Cléopâtre » sur Délos.

Lorsque l'île était contrôlée par Athènes, Délos était avant tout un sanctuaire religieux même si un commerce local existait : déjà, la « banque d'Apollon » consentait des prêts, principalement aux cités cycladiques. En 314 avant notre ère, l'île obtint son indépendance, même si ses institutions furent copiées sur celles d'Athènes. Son appartenance à la ligue des Nésiotes la plaça dans l'orbite des Ptolémées, jusqu'en 245 avant notre ère. L'activité bancaire et commerciale (entrepôts de blé et d'esclaves) se développa rapidement. En 167 avant notre ère, Délos devint port franc et repassa sous le contrôle athénien. L'île connut alors une véritable explosion marchande, surtout après la destruction de Corinthe, une grande rivale commerciale, par les protecteurs de l'île, les Romains, en -146. Les commerçants étrangers, de toute la Méditerranée s'y installèrent, comme en témoigne la terrasse des dieux étrangers. Il y a ainsi une synagogue attestée sur Délos dès le milieu du IIe siècle avant notre ère. On estime qu'au IIe siècle av. J.-C., Délos aurait eu une population d'environ 25 000 habitants.
La célèbre « agora des Italiens » était un immense marché aux esclaves. Les guerres entre royaumes hellénistiques en étaient les principaux fournisseurs, ainsi que les pirates (qui prenaient le statut de marchands en entrant dans le port de Délos). Lorsque Strabon évoque dix mille esclaves vendus par jour, il est nécessaire de nuancer ce propos, ce chiffre pouvant être un moyen trouvé par l'auteur pour dire « beaucoup ». De plus, nombre de ces « esclaves » étaient parfois des prisonniers de guerre ou des personnes enlevées par des pirates - dont la rançon était immédiatement payée au débarquement.
Cette prospérité suscitait des convoitises et de nouvelles formes d'« échanges économiques » : en 298 avant notre ère, Délos versa à Rhodes au moins 5 000 drachmes pour sa « protection contre les pirates » ; au milieu du IIIe siècle av. J.-C., des pirates étoliens lancèrent un appel d’offres au monde égéen pour négocier la somme à verser en échange d'une protection contre leurs exactions.

## L'empire romano-byzantin

### Les Cyclades dans l'orbite de Rome
Les raisons de l'intervention de Rome en Grèce à partir du IIIe siècle av. J.-C. sont multiples : appel à l'aide des cités d'Illyrie, lutte contre Philippe V de Macédoine dont la politique navale inquiétait Rome et qui avait été l'allié à Hannibal, ou soutien à ses adversaires dans la région (Pergame, Rhodes ou ligue achéenne). Après sa victoire à Cynocéphales, Flaminius annonça la « libération » la Grèce. Les intérêts commerciaux ne furent pas non plus étrangers à l'implication de Rome. Délos devint un port franc sous la protection de la République en 167 avant l'ère commune. Les commerçants italiens s'enrichirent alors, plus ou moins aux dépens de Rhodes et Corinthe (finalement détruite la même année que Carthage). Le système politique de la cité grecque, sur le continent et dans les îles, fut maintenu, voire développé, lors des premiers siècles de l'Empire.
Les Cyclades auraient, pour certains historiens, été incluses dans la province romaine d'Asie autour de 133-129 avant l'ère commune, ; d'autres les placent dans la province d'Achaïe ; à moins, qu'elles n'aient été partagées entre ces deux provinces. Les preuves ne placent définitivement les Cyclades dans la province d'Asie qu'à partir de Vespasien et Domitien.
Mithridate, en 88 avant notre ère, après avoir chassé les Romains d'Asie, s'intéressa à l'Égée. Son général Archélaüs soumit Délos et la plupart des Cyclades qu'il confia à Athènes, laquelle s'était déclarée en faveur de Mithridate. Délos réussit à retourner dans le giron romain. Pour la punir, l'île fut dévastée par les troupes de Mithridate. Vingt ans plus tard, elle fut à nouveau détruite par un raid de pirates qui profitaient de l'instabilité dans la région. Les Cyclades connurent alors une période difficile. La défaite de Mithridate par Sylla, Lucullus puis Pompée rendit l'archipel à Rome. Pompée y fit disparaître en 67 avant l'ère commune la piraterie qui s'était développée lors des divers conflits. Il divisa la Méditerranée en différents secteurs gérés par des lieutenants. Marcus Terentius Varro Lucullus fut chargé des Cyclades. Pompée ramena ainsi la possibilité d'un commerce prospère dans l'archipel. Cependant, il semblerait que la vie chère, les inégalités sociales, la concentration des richesses (et du pouvoir) aient été la règle dans les Cyclades de l'époque romaine, avec leur cortège d'abus et de mécontentements.
Auguste ayant décidé que ceux qu'il exilait ne pouvaient résider que sur des îles à plus de 400 stades (50 km) du continent, les Cyclades devinrent des lieux d'exil, Gyaros, Amorgós et Sériphos principalement.
Vespasien constitua l'archipel des Cyclades en province romaine. Sous Dioclétien, il existait une « province des îles » dont faisaient partie les Cyclades.
La christianisation des Cyclades semble avoir été très ancienne. Les catacombes à Trypiti sur Milos, uniques dans l’Égée et en Grèce, de facture très simple, ainsi que les fonts baptismaux tout proches, permettent d’affirmer qu’une communauté chrétienne existait sur l’île au moins à partir des IIIe ou IVe siècles de notre ère.
À partir du IVe siècle, les Cyclades connurent à nouveau les ravages de la guerre. Les Goths (en 376) pillèrent l'archipel.

### La période byzantine

#### Organisation administrative
Lors de la division de l'Empire romain, les Cyclades passèrent à l'empire d'Orient dont la christianisation donna l'Empire byzantin qui les conserva jusqu'au XIe siècle de notre ère. Dans les premiers temps, l’organisation administrative reposait sur de petites provinces. À l’époque de Justinien, les Cyclades, Chypre et la Carie furent regroupées avec la Mésie Secunda (actuelle Bulgarie) et la Scythie mineure (actuelle Dobrogée) sous l’autorité d’un Questeur installé à Odessos (actuelle Varna). Les thèmes se mirent peu à peu en place, à partir du règne d’Héraclius au début du VIIe siècle. Au Xe siècle un thème de l’Égée (tò théma toû Aigaíou Pelágous) dirigé par un amiral (drungarios) est avéré : il englobait les Cyclades, les Sporades, Chios, Lesbos et Limnos. En l’occurrence, le thème de l’Égée fournissait plutôt des marins à la flotte impériale qu’une armée. Il semblerait qu’ensuite le contrôle du pouvoir central sur les petites entités isolées qu’étaient les îles ait peu à peu diminué : la défense et la collecte des impôts devinrent de plus en plus difficiles. Au début du XIIe siècle, elles étaient devenues impossible. Constantinople aurait alors renoncé à les assurer,.

#### Conflits et migrations dans l'intérieur des îles
En 727-728, les Cyclades se révoltèrent contre l'Empereur iconoclaste Léon l'Isaurien. Cosmas, à la tête de la rébellion iconodule, fut proclamé empereur mais périt lors du siège de Constantinople par Léon qui envoya la flotte contre les Cyclades, usant du feu grégeois pour rétablir brutalement l'autorité impériale,.
Au début du IXe siècle, les Sarrasins, installés en Crète à partir de 829, menaçaient les Cyclades et y menèrent des raids pendant plus de cent ans. Naxos dut payer un tribut (phoroi) aux pirates sarrasins de Crète, qui, après avoir ravagé Paros lors d'un raid sur Lesbos vers 837, s'y sont encore arrêtés au retour pour tenter de piller l'église de la Panaghia Ekatontopiliani : Nicétas, au service de Léon VI le Sage constata les dégâts. En 904, Andros, Naxos et d'autres îles des Cyclades furent aussi pillées par une flotte arabe rentrant de Thessalonique qu'elle venait de mettre à sac,.
En 1027, une flotte arabe attaqua à nouveau les Cyclades, mais depuis la reconquête de la Crète, les Byzantins contrôlaient à nouveau l'Égée. Les stratèges de Samos et Chios la dispersèrent. Une nouvelle attaque en 1035 se termina par l'empalement de cinq cents Sarrasins.
Durant cette période, les îles sont en partie dépeuplées : la Vie de sainte Théoktiste de Lesbos dit que Paros était déserte au IXe siècle et qu'on n'y rencontrait que pêcheurs et chasseurs de passage. Les villages des bords de mer, trop exposés, furent abandonnés et les habitants montèrent dans les montagnes : Lefkes plutôt que Paroikia sur Paros ou plateau de Traghéa sur Naxos. Ce mouvement eut aussi des effets positifs car sur les plus grandes îles, les plaines intérieures étaient fertiles et propices à un nouveau développement. Ainsi, ce fut au XIe siècle, lorsque Paléopolis fut abandonnée au profit de la plaine d'altitude de Messaria sur Andros, que l'élevage du ver à soie, qui fit la richesse de l'île jusqu'au XIXe siècle, fut introduit.

## Le duché de Naxos

Le duché de Naxos.

En 1204, la IVe croisade s'empara de Constantinople, et les vainqueurs se partagèrent l'Empire byzantin. La souveraineté nominale sur les Cyclades échut aux Croisés, sauf Andros et Tinos qui furent (théoriquement) attribuées, la première à Venise, la seconde à l'empereur latin de Constantinople. Les îles ne purent cependant être occupées rapidement ; après quelques années, un accord fut finalement conclu entre l'Empereur latin et Venise, autorisant des citoyens vénitiens agissant à titre privé à les conquérir, à condition d'en faire hommage à l'Empereur,. Cette nouvelle suscita des vocations. De nombreux aventuriers armèrent des flottes à leurs frais, dont un riche Vénitien résidant à Constantinople, Marco Sanudo, neveu du doge Enrico Dandolo. Il s'empara sans coup férir de Naxos en 1205 et en 1207 il contrôlait ainsi la plupart des Cyclades, directement ou par l'intermédiaire de vassaux (dont le seul à être clairement attesté est Marino Dandolo, pour Andros). D'autres seigneuries furent créées durant la même période en mer Égée : les frères Andrea et Geremia Ghisi  devinrent ainsi maîtres de Tinos, Mykonos et des Sporades  mais ne dépendaient pas du duché. L'histoire particulière de chaque île est mal connue pour le XIIIe siècle, et certaines dynasties (Barozzi, Querini) que l'on pensait s'être installées dès la fondation du duché semblent n'avoir acquis leurs possessions qu'à partir du XIVe siècle.
Les ducs de Naxos devinrent vassaux de l'empereur latin de Constantinople en 1210. Si Venise ne profitait donc pas directement de cette conquête, la République y avait trouvé avantage : l'Archipel avait été débarrassé de ses pirates, mais aussi des Génois et la route commerciale vers Constantinople était sécurisée. Certainss habitats redescendirent vers les côtes et y furent fortifiés par les seigneurs latins : Paroikia sur Paros, le port sur Naxos ou Antiparos.

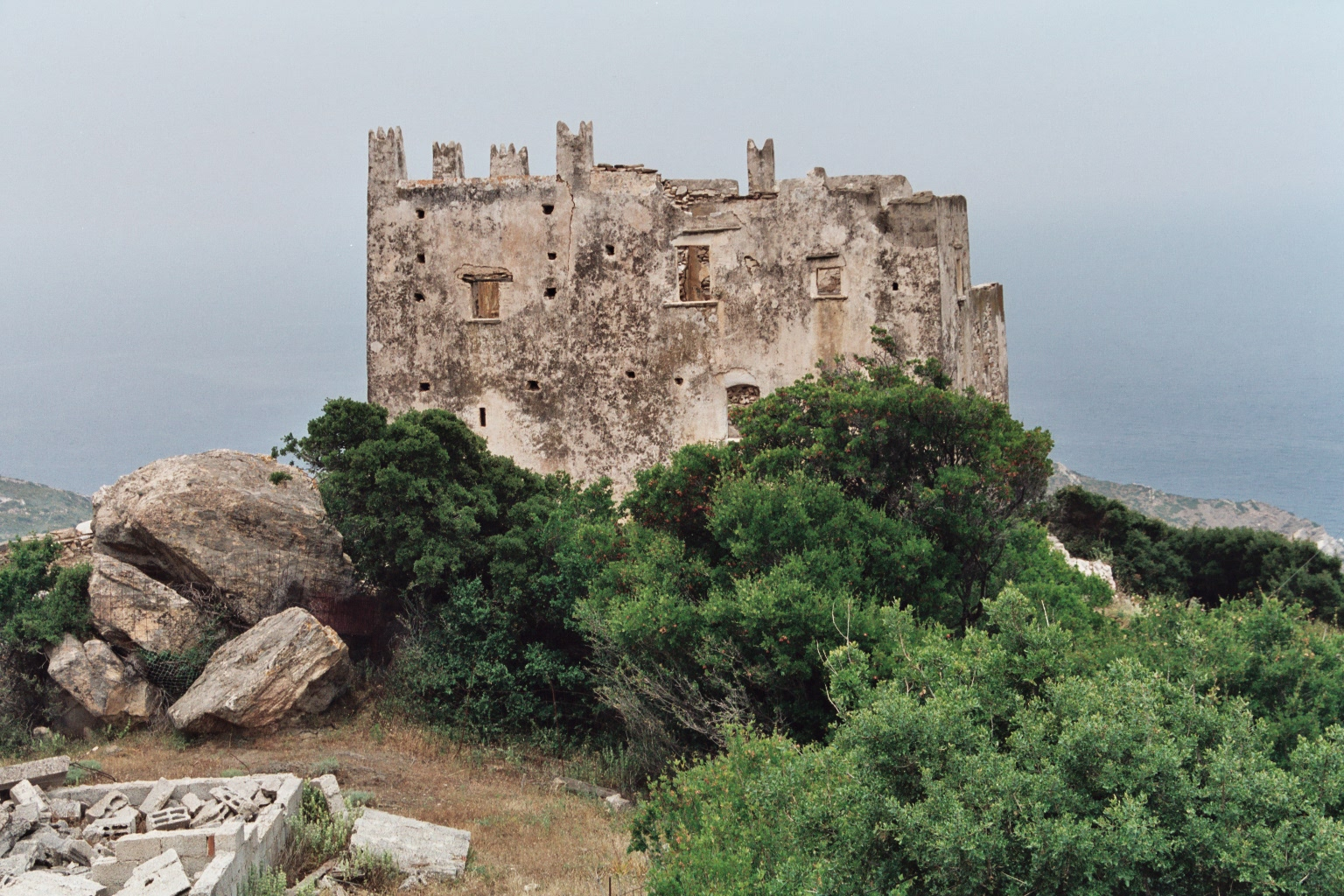
La tour d'Agia, dite « vénitienne », dans la campagne naxiote.

La coutume de la Principauté de Morée : les Assises de Romanie, devint rapidement la base de la législation dans les îles. En effet, à partir de 1248, le Duc de Naxos devint le vassal de Guillaume II de Villehardouin et donc à partir de 1278 de Charles Ier de Sicile. Les « Latins », dits aussi « Francs » bien que la plupart fussent Italiens, imposèrent le système féodal occidental sur les îles, jusque-là gouvernées selon le système byzantin des παρουχίες - paroukhies (communautés rurales d'hommes libres, devant l'impôt collectif et le service militaire). Dans le nouveau système, les corvées et une capitation étaient dues au seigneur, et les dettes pouvaient mener au servage, mais il n'y avait plus de service militaire pour les autochtones grecs. Le système féodal fut appliqué même pour les plus petites propriétés, ce qui eut pour effet de créer une importante « élite locale ». Les « nobles francs » reproduisirent la vie seigneuriale qu'ils avaient laissée derrière eux : ils se construisirent des « châteaux » où ils entretinrent une cour. Aux liens de vassalité s'ajoutèrent ceux du mariage. Les fiefs circulèrent et se fragmentèrent au fil des dots et des héritages. Ainsi, en 1350, quinze seigneurs dont onze Michieli se partageaient Kéa (120 km2 et quelques dizaines de familles alors).
Cependant, ce système féodal ne remplaça pas intégralement le système administratif byzantin, conservé par les nouveaux seigneurs pour les taxes et corvées féodales, appliquées aux divisions administratives grecques ; de plus l'exploitation des fiefs continuait selon les techniques byzantines, notamment pour la gestion et le partage de l'eau. La loi byzantine resta aussi en vigueur pour les mariages et les propriétés de la population locale grecque. Il en était de même pour la religion : si la hiérarchie catholique dominait, la hiérarchie orthodoxe subsistait. La tendance pour les colons « Francs » était à l'intégration dans la population locale, et les deux cultures se mêlèrent, comme on peut le voir dans les motifs des broderies populaires dans les Cyclades : les influences italiennes et vénitiennes y sont très présentes. En outre, il arrivait parfois que, si le curé catholique n'était pas disponible, la messe soit dite par le prêtre orthodoxe
Au XIIIe siècle cet équilibre fut remis en question. La tentative de reconquête de l'Égée par Alexis Philanthropenos pour l'empereur byzantin Michel VIII Paléologue, échoua devant Paros et Naxos,, mais certaines îles avaient été reconquises et gardées par les Byzantins entre 1263 et 1278,. En 1292, Roger de Lauria ravagea Andros, Tinos, Mykonos et Kythnos, peut-être une conséquence de la guerre qui faisait rage entre Venise et Gênes. Au début du XIVe siècle, les Catalans firent leur apparition dans les îles, peu avant les Turcs. Le déclin des Seldjoukides laissa en effet le champ libre en Asie mineure à un certain nombre de principautés turkmènes dont les plus proches de la mer lancèrent à partir de 1330 des razzias dans l'archipel, régulièrement pillé. Les habitants capturés furent emmenés en esclavage. Les Cyclades connurent alors un déclin économique et démographique. Même lorsque les Ottomans commencèrent à s'imposer et à unifier l'Anatolie, les expéditions se poursuivirent, jusqu'au milieu du XVe siècle, en partie à cause du conflit entre Venise et les Ottomans.
Le duché de Naxos passa temporairement sous protection vénitienne en 1499-1500 et 1511-1517. Vers 1520, les anciens fiefs des Ghisi (Tinos et Mykonos) sont passés sous la domination directe de la république de Venise. Giovanni IV Crispo, qui gouverna le duché de Naxos de 1518 à 1564, entretint une cour fastueuse, dans le style de la Renaissance. Giovanfrancesco Sommaripa, seigneur d'Andros, s'était en revanche fait détester de ses sujets.

## La période ottomane

### Conquête turque et administration des îles

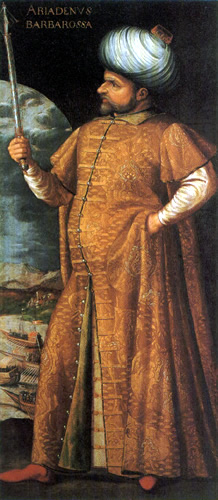
Barberousse

Khayr ad-Din Barberousse, grand amiral de la flotte ottomane, prit les îles pour les Turcs grâce à deux raids en 1537 et 1538. La dernière à être soumise en 1715 fut Tinos, vénitienne depuis 1390. La conquête des Cyclades posa un problème à la « Sublime Porte » : il ne lui était pas possible, financièrement et militairement, de laisser une garnison dans chaque île. De plus, elle menait la guerre contre la République de Venise, pas contre les autres puissances occidentales. Ainsi, Siphnos appartenait à des Bolonais, les Gozzadini. La Porte n'étant pas en guerre contre Bologne, elle laissa cette famille gouverner l'île. De même, les Sommaripa avaient Andros. Ils arguèrent du fait qu'ils étaient Français, originaires des rives de la Somme (Sommaripa est la forme italianisée de Sommerive), pour passer sous la protection des Capitulations. Ailleurs, il fut plus simple, comme dans les principautés chrétiennes tributaires du Sultan, de laisser en place les familles régnantes moyennant le versement d'un tribut à la « Sublime Porte ». Ainsi les plus grandes Cyclades conservèrent leurs seigneurs « latins » tandis que quatre des plus petites passèrent sous l'administration ottomane directe du « beylerbeylık des Îles » créé à cet effet.
Dans les années 1560, la coalition entre le Pape, les Vénitiens et les Espagnols (la future « Sainte-Ligue » qui triomphera à Lépante) se mettait en place, et les seigneurs latins des Cyclades étaient sollicités et semblaient prêts à s'engager (financièrement et militairement) contre leur suzerain ottoman. Enfin, les pirates barbaresques continuaient aussi de temps à temps à piller les îles. Les insulaires envoyèrent alors une délégation à Constantinople pour plaider qu'ils ne pouvaient servir deux maîtres. Le duché de Naxos, auquel fut ajouté Andros, passa ainsi à Joseph Nasi, proche du Sultan, en 1566. Il ne vint jamais dans « ses » îles, laissant l'administration à un noble d'origine italienne : Coronello. Comme celui-ci en avait la jouissance directe et personnelle, l'administration ottomane n'y fut jamais installée. Contrairement à ce qui advint aux terres chrétiennes conquises par les Ottomans dans les Balkans, en Anatolie, à Chypre et en Grèce continentale, les propriétés foncières ne furent pas touchées, mais laissées, comme dans les principautés danubiennes, à leurs anciens propriétaires féodaux chrétiens qui conservèrent leurs usages et leurs privilèges traditionnels.
À la mort de Joseph Nasi, il y eut encore quelques seigneurs chrétiens de Naxos, de plus en plus virtuels, et les îles glissèrent peu à peu sous l'administration ottomane directe. Elles furent concédées au Capitan Pacha (grand amiral de la flotte ottomane), c'est-à-dire que le revenu lui en revenait. Il n'y venait qu'une fois par an pour toucher la somme globale des impôts. Il mouillait alors, avec toute sa flotte, dans la baie Dryo (« sèche ») au sud-est de Paros.
Le Divan ottoman n'envoya que très rarement des officiers et gouverneurs diriger les îles au nom propre du Sultan. Il y eut des tentatives d'installer des cadis (juges musulmans) et des beys (gouverneurs) sur chaque grande île, mais les pirates chrétiens les enlevaient la plupart du temps pour les revendre à Malte, si bien que la Porte dut y renoncer. Les îles ne furent plus gouvernées que de loin. Des magistrats chrétiens, des archontes souvent appelés épitropes, gouvernaient localement. Leur principale attribution était de collecter les impôts. La Porte accorda par un ahdname (« accord ») en 1580 des privilèges aux plus grandes Cyclades (celles de l'ancien domaine de Nasi). En échange d'un tribut annuel qui comprenait la capitation et la protection militaire, les propriétaires terriens chrétiens (catholiques et orthodoxes) conservèrent leurs terres et leur position dominante (ils négociaient les impôts pour la communauté).
Un droit local particulier se mit alors en place, compromis de traditions grecques, de coutumes féodales « franques », de droit canon orthodoxe et d'exigences ottomanes, le tout décliné selon la situation de chaque île. Ce particularisme législatif fit que seules les autorités autochtones pouvaient s'y retrouver. La langue elle-même des documents produits était un mélange d'italien, de grec et de turc, à la fois effet et cause de l'absence administrative ottomane directe.

### Population et économie
Les Cyclades avaient beaucoup souffert économiquement et démographiquement des exactions d'abord des pirates turcs et barbaresques, puis plus tard (XVIIe siècle) des pirates chrétiens. Après la défaite de Lépante, Kılıç Ali, nouveau capitan pacha, entama une politique de repeuplement des îles. Par exemple, le pope Pothétos fut autorisé en 1579 à installer des colons d'Amorgós dans l'île presque désertée d'Ios. Kimolos, pillée par des pirates chrétiens en 1638 fut repeuplée par des colons siphniotes en 1646. Des Albanais chrétiens, qui avaient déjà migré vers le Péloponnèse à l'époque du Despotat de Morée ou qui avaient été installés sur Kythnos par les Vénitiens, furent invités par l'Empire ottoman à venir s'installer sur Andros. C'est pourquoi la « pureté ethnique des Cyclades » n'est (comme dans la plupart des îles du monde) qu'un mythe.
Les pillages et exactions des pirates, de quelque origine qu'ils fussent, avaient une autre conséquence : la quarantaine n'étant évidemment pas respectée, des épidémies touchaient les îles. La peste sévit ainsi à Milos en 1687, 1688 et 1689, à chaque fois pendant plus de trois mois. L'épidémie de 1689 fit 700 morts pour une population de 4 000 habitants. La peste fit son retour en 1704, accompagnée de l'anthrax et tua presque tous les enfants de l'île.
Contrairement à ce qui advint en Crète et à Chypre, très peu de Turcs s'installèrent dans les Cyclades en raison de l'absence de redistribution des terres à des colons musulmans, du peu d'intérêt de l'Empire ottoman pour la mer et du danger des pirates chrétiens. Seule Naxos accueillit quelques familles turques.

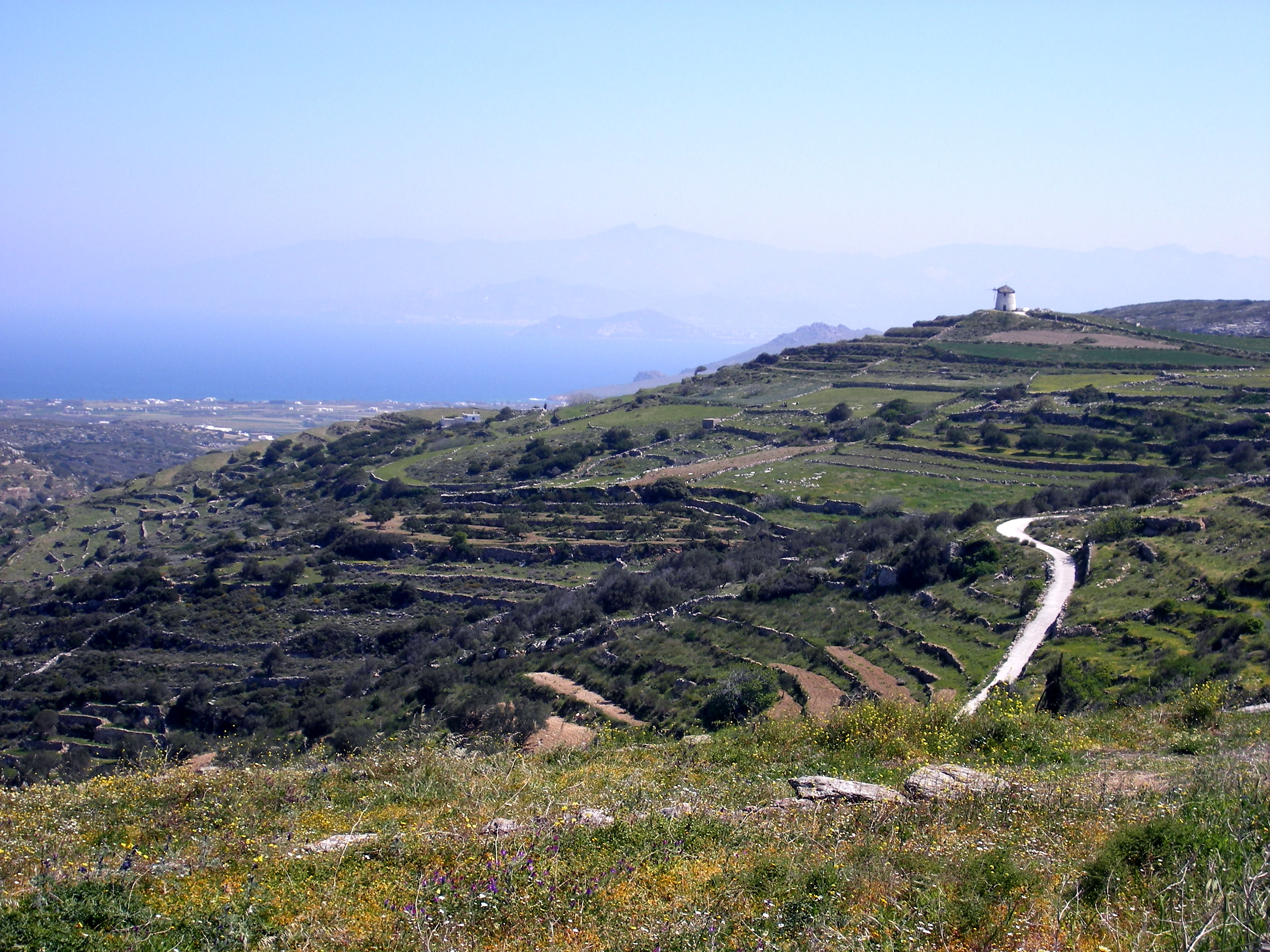
Paros, île fertile ou stérile selon la pluviosité.

Les Cyclades avaient alors des ressources limitées et durant les nombreuses années sèches, dépendaient d'importations pour leur survie alimentaire. Les grandes îles (Naxos et Paros principalement) étaient plus fertiles que les autres grâce à leurs montagnes encore boisées qui retenaient l'eau et grâce à leurs plaines littorales. Le peu qui était produit sur les îles faisait, comme depuis la Préhistoire, l'objet d'un intense commerce qui permettait de mettre les ressources en commun. Le vin assyrtiko de Santorin, le bois de Folégandros, le sel de Milos ou le froment de Sikinos circulaient dans l'archipel, qui produisait aussi de l'huile d'olive, de la laine, des fromages, du miel, du poisson séché, des éponges. Andros élevait des vers à soie et la matière première était filée sur Tinos et Kéa. Ces productions n'étaient pas destinées au marché local : Milos envoyait sa meulière jusqu'en France et les chapeaux de paille de Siphnos (production introduite par les seigneurs francs) partaient aussi en Occident. En 1700, année minimum, le port de Marseille accueillit onze vaisseaux et trente-sept caïques provenant des Cyclades. La cité phocéenne vit ainsi passer cette année-là : 231 000 livres de blé ; 150 000 livres d'huile ; 58 660 livres de soie de Tinos ; 14 400 livres de fromages ; 7 635 livres de laine ; 5 019 livres de riz ; 2 833 livres de peaux d'agneau ; 2 235 livres de coton ; 1 881 livres de cire ; 1 065 livres d'éponges.
Les Cyclades étaient aussi le centre de la contrebande du blé de la mer Noire vers l'Occident (jusqu'à la fin du XVIIIe siècle, la mer Noire avec ses riches terres noires était un « lac ottoman », mais dont les rives et les ports étaient peuplées de grecs pontiques). Les années de bonnes récoltes, les bénéfices étaient importants, mais au-delà des années de mauvaises récoltes, cette activité dépendait du bon vouloir des autorités ottomanes qui désiraient soit une plus grosse part, soit faire avancer leur carrière en se faisant remarquer par une lutte contre cette contrebande. Ces fluctuations étaient suffisamment importantes pour que Venise suivît de près les nominations d'« officiers » ottomans dans l'Archipel.

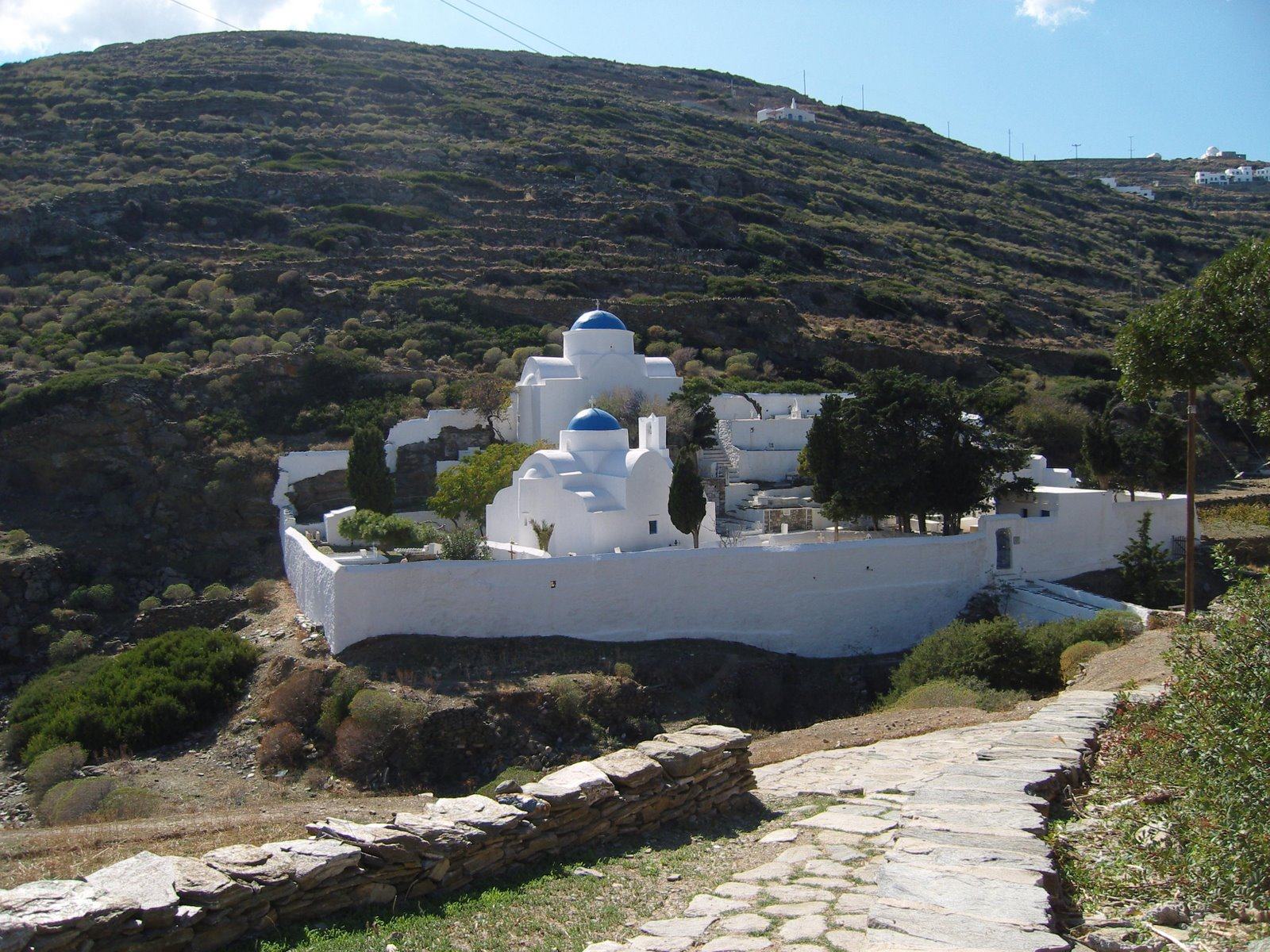
École du Saint-Sépulcre de Kástro, à Sifnos.

L'activité commerciale restait donc importante dans les Cyclades. Une partie de cette activité était, depuis l'Antiquité, liée à la piraterie et à la contrebande. Des commerçants s'étaient spécialisés dans l'achat du butin et dans la fourniture d'approvisionnements. D'autres avaient développé une économie de services destinée aux pirates : voileries, carénages, cordonneries, forges, tavernes et prostituées. Les îles où ils hivernaient, comme Milos, Mykonos et surtout Kimolos, ne vivaient à la fin du XVIIe siècle que de leur présence. Kimolos devait son nom occidental d'Argentière autant à ses mines d'argent qu'aux sommes dépensées par les pirates. Cette situation amena une différenciation entre d'un côté les îles « dépravées » (ces trois îles principalement), et de l'autre côté les îles « vertueuses » sur lesquelles veillaient des monastères orthodoxes, avec en tête la très pieuse Sifnos où s'ouvrit en 1687 l'école du Saint-Sépulcre, surnommée l'Université des Cyclades. Joseph Pitton de Tournefort visitant les Cyclades en 1701, recensa les monastères orthodoxes : treize sur Milos, six sur Siphnos, au moins un à Sériphos, seize sur Paros, au moins sept à Naxos, un à Amorgós, quelques-uns à Mykonos, cinq à Kéa, au moins trois à Andros (pour les autres îles, les renseignements manquent). Trois remontaient à la période byzantine : la Panaghia Chozoviotissa sur Amorgós (XIe siècle), la Panaghia Panachrantos sur Andros (Xe siècle) et le Prophitis Elias (1154) sur Siphnos : tous les autres sont dus à la vague de reconquête orthodoxe sous protection ottomane. Les autres monastères, fondés lors de la période ottomane, sont des fondations privées par des particuliers sur des terres leur appartenant.
Au cours des guerres opposant la République de Venise et l'Empire ottoman pour la possession de Candie, les Vénitiens menèrent une grande contre-attaque en 1656 qui leur permit de bloquer efficacement les Dardanelles. La flotte ottomane ne put alors protéger les Cyclades qui furent mises en coupe réglée par les Vénitiens pendant une dizaine d'années. Le proverbe cycladique « mieux vaut se faire massacrer par le Turc qu'être donné en pâture au Vénitien » daterait de ces exactions. Lorsque la flotte ottomane réussit à briser le blocus vénitien, la flotte de Venise en repli ravagea les îles, brûlant des forêts et des oliveraies et volant tout le bétail. L'économie cycladique mit du temps à s'en relever.

### Les Cyclades: enjeu entre orthodoxes et catholiques

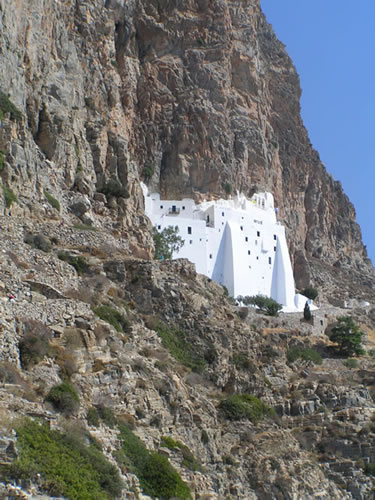
Le monastère de la Panaghia Chozoviotisa sur Amorgós.

Le Sultan, comme partout ailleurs dans ses territoires (à l'exception de la Hongrie ottomane), favorisa l'église orthodoxe dont il pouvait contrôler l'instance dirigeante sise à Constantinople et dont relevaient la plupart de ses sujets chrétiens, plutôt que l'église catholique dont le dirigeant se trouvait à Rome, hors de l’Empire, et dont les fidèles étaient à la fois minoritaires et protégés par des « Capitulations » signés par la « Sublime Porte » à l'issue des gierres perdues contre l'Occident,. À Constantinople, le patriarche orthodoxe devait répondre de la fidélité des Grecs, des Bulgares et des Serbes au Sultan : en échange il lui était laissé de larges pouvoirs sur la communauté orthodoxe ainsi que les propriétés et les franchises qu’il avait déjà sous l’Empire byzantin. Dans les Cyclades et les autres îles égéennes, comme à Chypre, le catholicisme était la religion de l'ennemi vénitien : l'orthodoxie profita de cette situation pour reconquérir le terrain perdu pendant l'occupation « latine ».
Dans le reste de l'Empire, la mise en valeur des terres était souvent confiée aux ordres religieux et aux fondations religieuses musulmanes. Comme ces derniers étaient quasi-absents des Cyclades, Naxos exceptée, ce furent les monastères orthodoxes qui eurent cette fonction. Peu-à-peu, les grandes familles catholiques passèrent à l'orthodoxie, mais cela ne suffit pas à expliquer la multiplication et la prospérité des monastères sous la domination ottomane. L'émergence d'une nouvelle élite grecque orthodoxe après la conquête ottomane des Cyclades vient surtout de la possibilité d'y acquérir des biens fonciers. Leur richesse se renforça ensuite avec les bénéfices des entreprises commerciales et navales. Au début du XVIIe siècle, la reconquête orthodoxe était presque totale et provoqua une « contre-attaque » catholique : des missionnaires catholiques envisagèrent par exemple le déclenchement d'une croisade. Le supérieur des Jésuites à Naxos, Robert Saulger, était un ami personnel de François d'Aix de La Chaise, confesseur de Louis XIV : il usa de cette influence pour pousser le souverain français à la croisade, en vain.
Les Cyclades comptaient six évêchés catholiques : Santorin, Syros, Naxos, Tinos, Andros et Milos. Ils faisaient partie de la politique de présence catholique, car le faible nombre de paroissiens ne justifiait pas autant d'évêques : au milieu du XVIIe siècle l'évêché d'Andros regroupait cinquante catholiques, celui de Milos, treize. L'Église catholique se montra en effet très active dans les îles au XVIIe siècle, profitant du fait qu'elle était sous la protection des Ambassadeurs de France et de Venise à Constantinople, ainsi que des guerres entre Venise et l'Empire ottoman qui affaiblirent la position des Turcs et des orthodoxes dans l'archipel. La Congrégation pour la propagation de la foi, les évêques catholiques et les missionnaires jésuites et capucins tentèrent de gagner les populations grecques orthodoxes à la foi catholique et d'imposer le rite tridentin.
Les capucins, membres de la Mission de Paris, donc sous protection de Louis XIV de France, voyaient là un moyen d'affirmer son prestige de Roi Très Chrétien, mais aussi de placer des jalons commerciaux et diplomatiques. Des établissements capucins furent fondés à Syros en 1627, Andros en 1638 (ils en furent chassés par les Vénitiens en 1645 et firent leur retour en 1700), à Naxos en 1652, à Milos en 1661 et à Paros, d'abord à Naoussa au nord en 1675, puis à Paroikia en 1680. Les Jésuites étaient plutôt l'instrument de l'Église catholique romaine, même s'ils disposaient aussi de la protection française et étaient souvent d'origine française. Un monastère jésuite fut fondé à Naxos en 1627, en partie grâce à un financement par des marchands de Rouen. Ils s'installèrent à Santorin (1642) et à Tinos (1670). Il y eut aussi une mission franciscaine fondée au XVIe siècle à Naxos et un couvent de dominicaines fondé à Santorin en 1595.

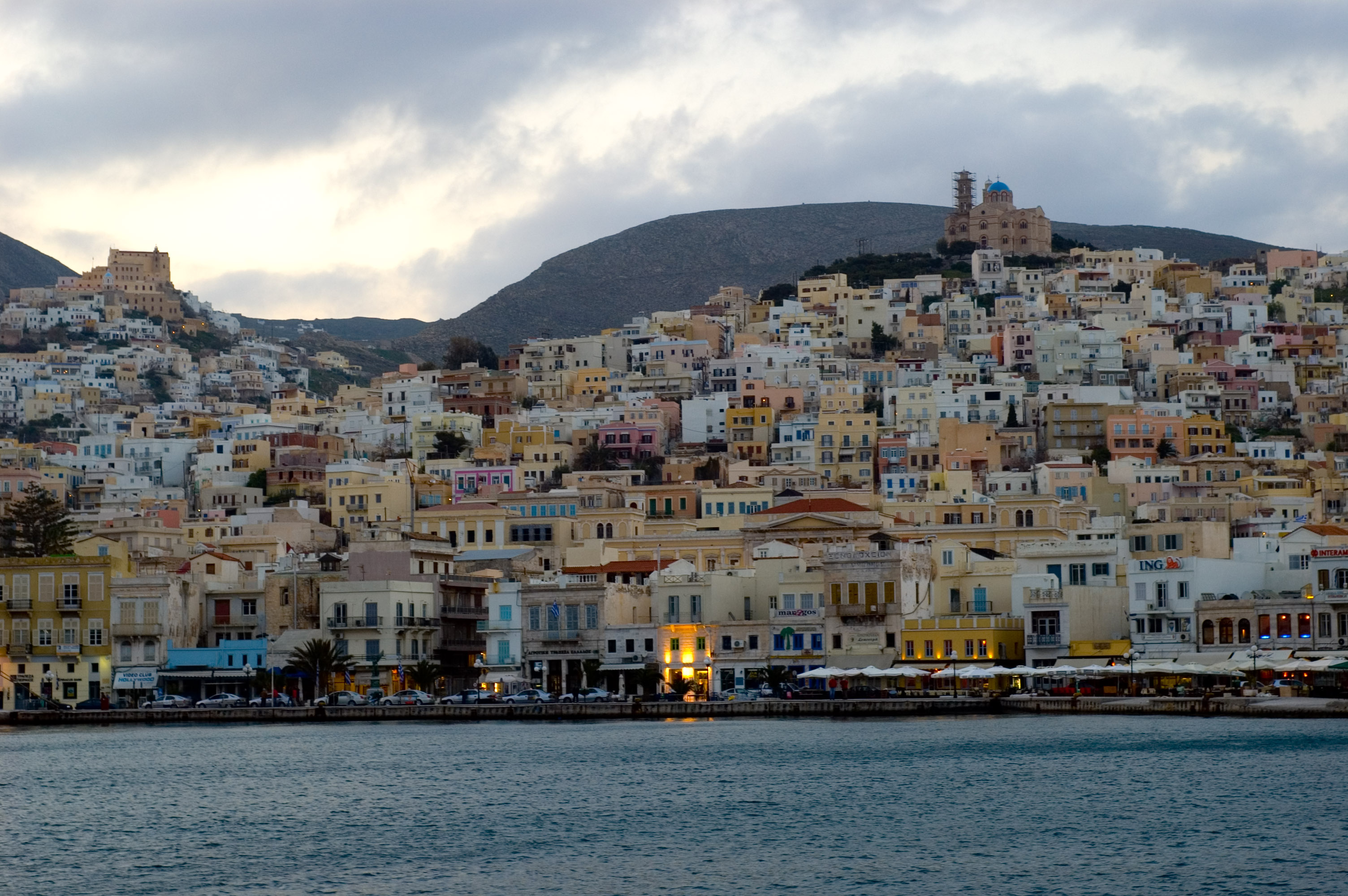
Ermopouli, le port de Syros, avec les deux cathédrales, catholique et orthodoxe, se faisant face, chacune sur sa colline.

Parmi les activités de prosélytisme, les Jésuites montaient des pièces de théâtre, dans lesquelles jouaient des pères jésuites et des membres de la bonne société catholique de l'île. Ces pièces furent données à Naxos, mais aussi à Paros ou Santorin pendant plus d'un siècle. Les thèmes étaient religieux et en rapport avec la culture locale : « pour gaigner (sic) plus facilement le cœur des Grecs et pour ce on a représenté telle action tout en leur langue vulgaire et au mesme jour que les Grecs célèbrent la fest de S. Chrisostome. »
Malgré ces efforts, au XVIIIe siècle la plupart des missions catholiques avaient disparu sans atteindre leurs objectifs, hormis à Syros, qui conserve encore de nos jours une forte communauté catholique. À Santorin, ils réussirent juste à maintenir les effectifs de la communauté catholique. À Naxos, malgré une diminution du nombre de fidèles, un petit noyau catholique subsista. Bien entendu, Tinos, vénitienne jusqu'en 1715, resta un cas à part, avec une importante communauté catholique,. Là où elles existaient, les communautés catholiques vivaient à part, séparées des orthodoxes : villages entièrement catholiques sur Naxos ou quartier au centre du village principal de l'île. Ainsi, elles disposaient d'une certaine autonomie administrative elles aussi, puisqu'elles traitaient directement avec les autorités ottomanes, sans passer par les représentants orthodoxes de l'île. Cette situation créait des tensions : en 1800 et 1801, des notables catholiques naxiotes furent attaqués par une partie de la population orthodoxe, menée par Markos Politis.

### La piraterie catholique
Lorsque l'Afrique du nord fut définitivement intégrée à l'Empire ottoman, et surtout lorsque les Cyclades passèrent au Capitan-Pacha, il ne fut plus question pour les pirates barbaresques d'y continuer leurs razzias. Ils agirent alors en Méditerranée occidentale, vivant principalement de la traite orientale. À l'inverse, les chrétiens avaient été chassés de l'Égée, après les défaites vénitiennes : ils prirent alors le relais des pirates musulmans dans l'Archipel.

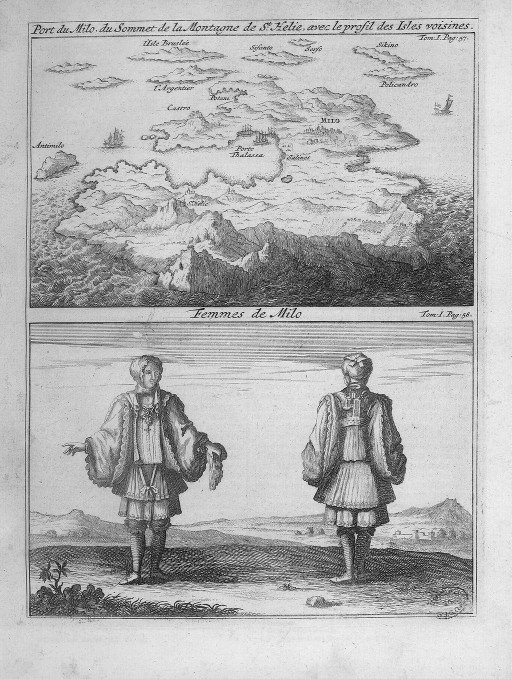
Milos, lieu de rendez-vous des pirates : carte de l'île et costumes traditionnels des femmes (Joseph Pitton de Tournefort, Voyage d'un botaniste).

Leur principal objectif était la route commerciale entre l'Égypte, son blé et ses impôts (le tribut des Mamelouks), et Constantinople. Les pirates hivernaient sur Paros, Antiparos, Ios ou Milos (décembre-mars). Profitant de la faiblesse en moyens des garde-côtes ottomans et de la corruption de la hiérarchie du pachalik de l'Archipel, ils s'installaient au printemps dans les parages de Samos puis au début de l'été dans les eaux chypriotes et à la fin de l'été sur les côtes de Syrie. Si à Samos et Chypre, ils attaquaient les navires, en Syrie, ils descendaient à terre et enlevaient de riches musulmans qu'ils libéraient contre rançon. Ces activités rapportaient le plus. Ils revenaient ensuite dépenser leur butin dans les Cyclades.
Les pirates les plus célèbres furent les deux frères Téméricourt, originaires du Vexin. Le cadet, Téméricourt-Beninville était chevalier de Malte. Au printemps 1668, ils pénétrèrent, avec quatre frégates dans la rade d'Ios. Lorsque la flotte ottomane, qui faisait voile vers la Crète dans le cadre de la guerre contre Venise, tenta de les en déloger le 2 mai, ils la repoussèrent en lui causant d'importants dégâts et firent ainsi leur réputation. Hugues Creveliers, surnommé « l'Hercule des mers » commença sa carrière un peu plus tôt, avec l'aide des chevaliers de Malte. Il fit rapidement fortune et organisa la piraterie catholique dans les Cyclades. Il avait sous ses ordres directs entre une douzaine et une quinzaine de navires et avait accordé son pavillon à une vingtaine d'armateurs qui disposaient de sa protection et lui reversaient une partie de leurs revenus. Il mit les îles en coupe réglée.
Leur carrière s'achevait assez brusquement : Téméricourt-Beninville fut décapité à vingt-deux ans en 1673 lors des fêtes pour la circoncision d'un des fils du Sultan ; Creveliers sauta avec son navire en baie d'Astypalée en 1678.
Ces pirates se considéraient comme des corsaires, mais leur situation était plus ambiguë. D'origine livournaise, corse ou française, ils étaient en grande majorité catholiques et agissaient sous la protection plus ou moins officieuse soit d'ordre religieux comme les chevaliers de Malte ou l'Ordre de Saint-Étienne de Livourne, soit de puissances occidentales qui cherchaient à se maintenir ou à s'implanter dans la région : Venise, la France, la Toscane, la Savoie ou Gênes. Ils étaient donc « presque » des corsaires, mais pouvaient être désavoués à tout moment par leurs protecteurs secrets : ils redevenaient alors des pirates. Ainsi, après avoir capitulé en Crète, Venise dut accepter par traité de lutter contre la piraterie catholique en Égée.
Jean Chardin raconte ainsi l'arrivée à Mykonos de deux navires vénitiens en 1672 :

« Ils y entrèrent de nuit. L'amiral, en jetant l'ancre, tira des fusées. […] C'était pour avertir les corsaires chrétiens qui pourraient être au port de se retirer avant le jour. Il y en avait alors deux. Ils firent voile le lendemain matin […]. La République s'était engagée auprès du Grand Seigneur dans le Traité de Candie de chasser les corsaires chrétiens, […] elle usait de ce ménagement afin de satisfaire la Porte sans agir pour autant contre les corsaires. »
Le chevalier Laurent d'Arvieux rapporte lui aussi l'attitude ambiguë de la France vis-à-vis de Téméricourt-Beninville, dont il fut témoin en 1671. Cette attitude, qu'eut aussi le marquis de Nointel, ambassadeur de France à Constantinople quelques années plus tard, était un moyen de pression « para-diplomatique » lorsqu'il s'agissait de renégocier les capitulations. De même, le marquis de Fleury, considéré comme un pirate, vint s'installer dans les Cyclades avec le financement de la Chambre de Commerce de Marseille à un moment où se négociait le renouvellement des capitulations. Certains de ces commerçants occidentaux (faillis en fuite surtout) se mettaient aussi au service des pirates dans leurs îles de prédilection, leur achetant le butin et leur fournissant équipement et ravitaillement.
Des liens étroits existaient entre la piraterie catholique et les missions catholiques. Les capucins de Paros protégèrent Creveliers et firent dire des messes pour le repos de son âme. Ils reçurent aussi de nombreuses riches aumônes de pirates corses comme Anghjelu-Maria Vitali ou Ghjuan Demarchi, qui leur donna 3 000 piastres pour construire leur église. Les pirates protégeaient les missions contre les exactions ottomanes et les progrès de l'Église orthodoxe. Les moines fournissaient approvisionnement et parfois asile.
La présence de ces pirates-corsaires catholiques dans les Cyclades à la fin du XVIIe siècle ne devait donc rien au hasard et participait d'un mouvement plus vaste de tentative de retour des Occidentaux dans l'Archipel. Au début du XVIIIe siècle, la piraterie dans les Cyclades évolua : la défaite définitive de Venise en Crète diminua l'intérêt de la « Sérénissime » pour la région et donc ses interventions. Louis XIV changea aussi d'attitude. Les corsaires occidentaux disparurent peu à peu et furent remplacés par des autochtones qui se livraient autant à la piraterie qu'à la contrebande ou au commerce. Les grandes fortunes d'armateurs se mirent alors doucement en place.

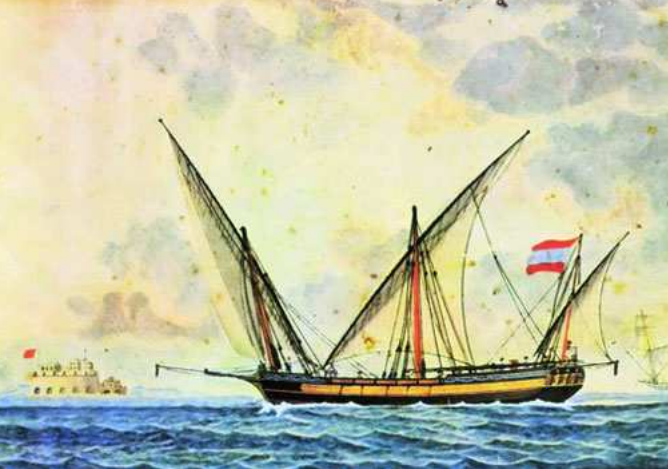
Navire marchand portant le pavillon des Grecs sous suzeraineté ottomane, vers 1700.

### Déclin de l'Empire ottoman
Dans les Cyclades, les avantages d'une domination ottomane et musulmane plutôt que latine ou franque et catholique furent codifiés par l’ahdname de 1580 qui accordait aux Grecs orthodoxes une plus grande liberté administrative, fiscale et religieuse : ils pouvaient construire et réparer leurs églises y compris sur les hauteurs et avaient le droit de faire sonner les cloches, privilège dont ne disposaient pas les autres terres grecques sous domination ottomane.
Du point de vue laïc, les idées des Lumières atteignaient les Cyclades par l'intermédiaire des armateurs, marins et commerçants qui entraient en contact avec les idées humanistes lors de leurs voyages. Certains d'entre eux envoyaient aussi parfois leurs fils faire leurs études dans les universités européennes ; d'autres avaient des précepteurs italiens, français ou britanniques et tout cela contribua à l'émergence de la « Société des Amis » dont les statuts visaient à unir tous les chrétiens des Balkans, sous l'égide de l'hellénisme, contre l'absolutisme ottoman. Du point de vue religieux, des légendes populaires couraient aux XVIIe et XVIIIe siècles à propos de la libération des Grecs et de la reconquête de Constantinople avec l'aide de la « Sainte Russie ». Ces légendes faisaient intervenir Dieu, ses « Saints guerriers » et le dernier Empereur, Constantin XI Paléologue, qui se réveillerait et quitterait la caverne où les anges l'avaient transporté et transformé en marbre. Ils mèneraient les combattants grecs jusqu'à Sainte-Sophie qui redeviendrait une église. Ils seraient aidés dans ce combat par un xanthos genos, un « peuple blond » que les Grecs identifièrent aux Russes, seuls Orthodoxes à n'être ni soumis ni tributaires des Turcs. De son côté, la Russie qui cherchait un débouché sur la Méditerranée, affrontant pour cela l'Empire ottoman pour atteindre d'abord la mer Noire. Elle sut encourager ces légendes grecques. Ainsi, Catherine II avait prénommé son fils, qui devait lui succéder, Constantin.

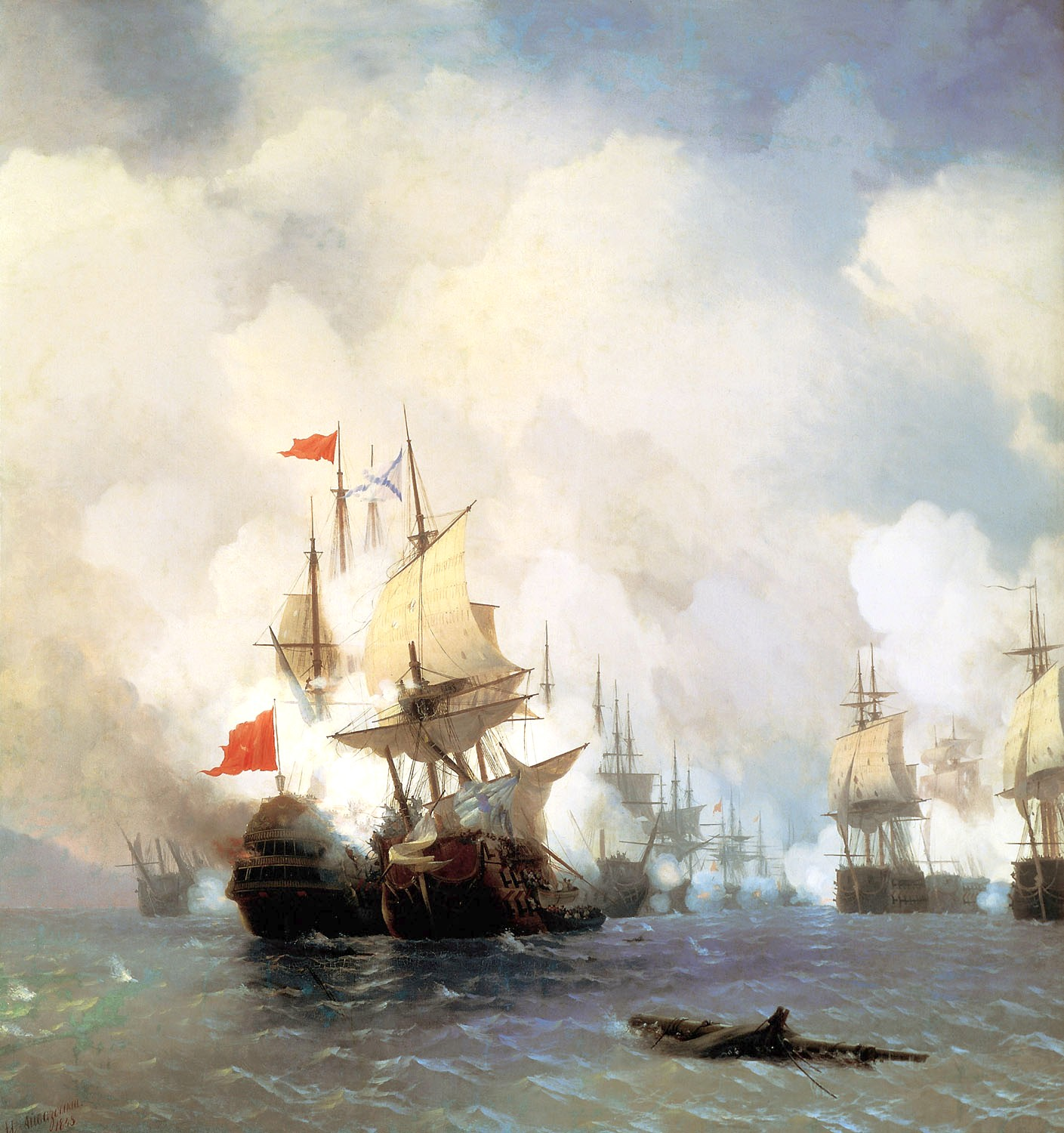
La bataille d'Erythrai.

Les Cyclades participèrent à divers soulèvements importants, comme en 1770-1774, lors de la révolution d'Orloff qui amena un bref passage des Russes de Catherine II dans les îles. Les opérations eurent principalement lieu dans le Péloponnèse : des combattants originaires des Cyclades quittèrent leurs îles pour aller y participer. En 1770, la flotte russe poursuivit la flotte ottomane à travers l'Égée et lui infligea la défaite d'Erythrai. Puis, elle alla hiverner dans la baie de Naoussa, au nord de Paros. Mais, touchés par une épidémie, les Russes se retirèrent de Grèce en 1771. Cette guerre s'acheva par traité de Koutchouk-Kaïnardji (1774) qui donna aux Russes un accès direct à la mer Noire. Durant leur campagne en mer Égée, les Russes, « en 1774, s'emparèrent des îles de l'Archipel, qu'ils occupèrent en partie pendant quatre ou cinq ans » ; Myconos aurait accueilli les Russes de 1770 à 1774 ; les navires russes seraient restés à Naoussa (Paros) jusqu'en 1777.
Un nouveau conflit russo-turc (1787-1792) vit encore des opérations dans les Cyclades, pendant lesquelles Lambros Katsonis, officier grec de la marine russe, opéra avec une flottille gréco-russe depuis l'île de Kéa, d'où il attaquait les navires ottomans. Une flotte turco-algérienne finit par le défaire le 18 mai 1790 (calendrier julien) au large d'Andros. Katsonis réussit à s'enfuir avec seulement deux navires vers Milos. Il avait perdu 565 hommes, les Turcs plus de 3 000. Cependant, les Grecs n'avaient pas tout perdu car le conflit se termina par le traité de Jassy qui donna aux Russes un accès direct aux principautés danubiennes, tributaires du Sultan mais chrétiennes orthodoxes et gouvernées par des princes grecs. Cela permit aux îles de développer leur commerce sous pavillon russe. De plus, les exactions vengeresses des Ottomans épargnèrent relativement les îles.

## Les Cyclades dans la Grèce desXIXeetXXesiècles

### Les Cyclades dans la guerre d'indépendance

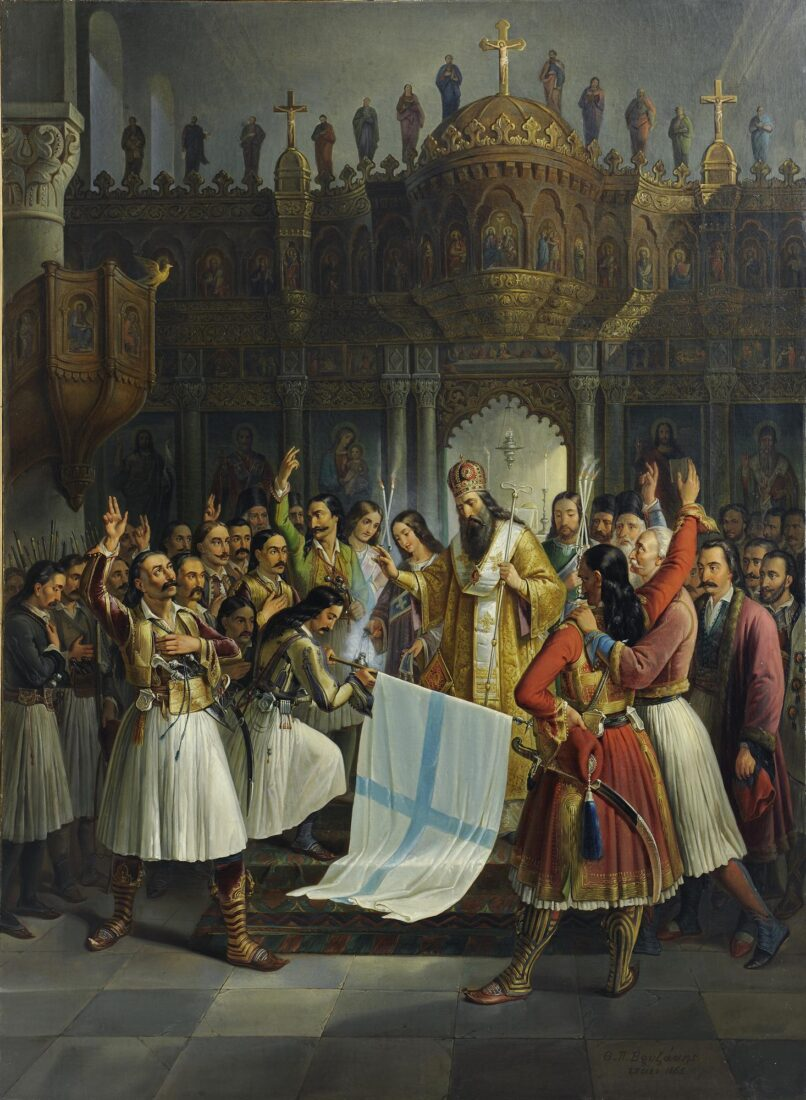
Germanos bénit le drapeau grec.

Le Traité de Kutchuk-Kaïnardji en 1774 fit la prospérité des îles grecques en général, bien au-delà des seules îles d'armateurs célèbres (Hydra ou Spetses par exemple). Ainsi, Andros en profita en mettant en place elle aussi une flotte marchande. Cette prospérité eut deux conséquences contradictoires liées aussi à l'absentéisme administratif des Ottomans dans les Cyclades. D'un côté, le « gouvernement » turc ne semblait pas si insupportable que cela. D'un autre côté, partager les fruits de cette prospérité avec le Turc, plutôt que de tout conserver pour soi dans un État indépendant, devenait de moins en moins acceptable.
Pour les catholiques de l'archipel, la situation était assez similaire. Au début de la guerre d'indépendance, les Cyclades comptaient autour de 16 000 catholiques (sur Naxos, Syros, Tinos et Santorin surtout). La domination ottomane lointaine n'était pas insupportable, mais, les Ottomans étaient considérés comme les ennemis de la Chrétienté en général. Si la révolution échouait, les représailles turques seraient cruelles, comme après le passage des Russes dans les années 1770. Enfin, si la révolution réussissait, la perspective de vivre dans un État orthodoxe où ils perdraient leurs privilèges, n'enchantait pas les catholiques insulaires. D'ailleurs, dans les îles « libérées » de l'Empire ottoman, les Commissaires grecs mis en place exigèrent des catholiques qu'ils leur versent à l'État grec les impôts jusque-là payés aux Turcs. Les catholiques ne participèrent plus au conflit après que le Pape eut déclaré sa neutralité, que l'Autriche de Metternich l'obligea à maintenir malgré l'ambassade de Germanos.
L'insurrection nationale se déclencha en mars 1821, avec le mythique appel du métropolite de Patras, Germanos. Des capétans (commandants, chefs de guerre) déclenchèrent l'insurrection à travers la Grèce, principalement dans le Péloponnèse et en Épire.
Cette ambivalence explique les différences d'attitude dans l'Archipel au moment de la guerre d'indépendance. Cette situation fut aggravée par les conséquences de la guerre : renouveau de la piraterie sous prétexte patriotique, « impôt révolutionnaire » exigé par les chefs de guerre, disparition des institutions locales, règlement de vieux contentieux en profitant de l'anarchie sous la forme de soulèvements sociaux : pauvres contre riches ; ou religieux : Grecs contre Latins. Le drapeau français flotta sur les églises catholiques de Naxos tout au long du conflit. Elles furent ainsi protégées du ressentiment des orthodoxes qui appelaient les catholiques des Turcolâtres.

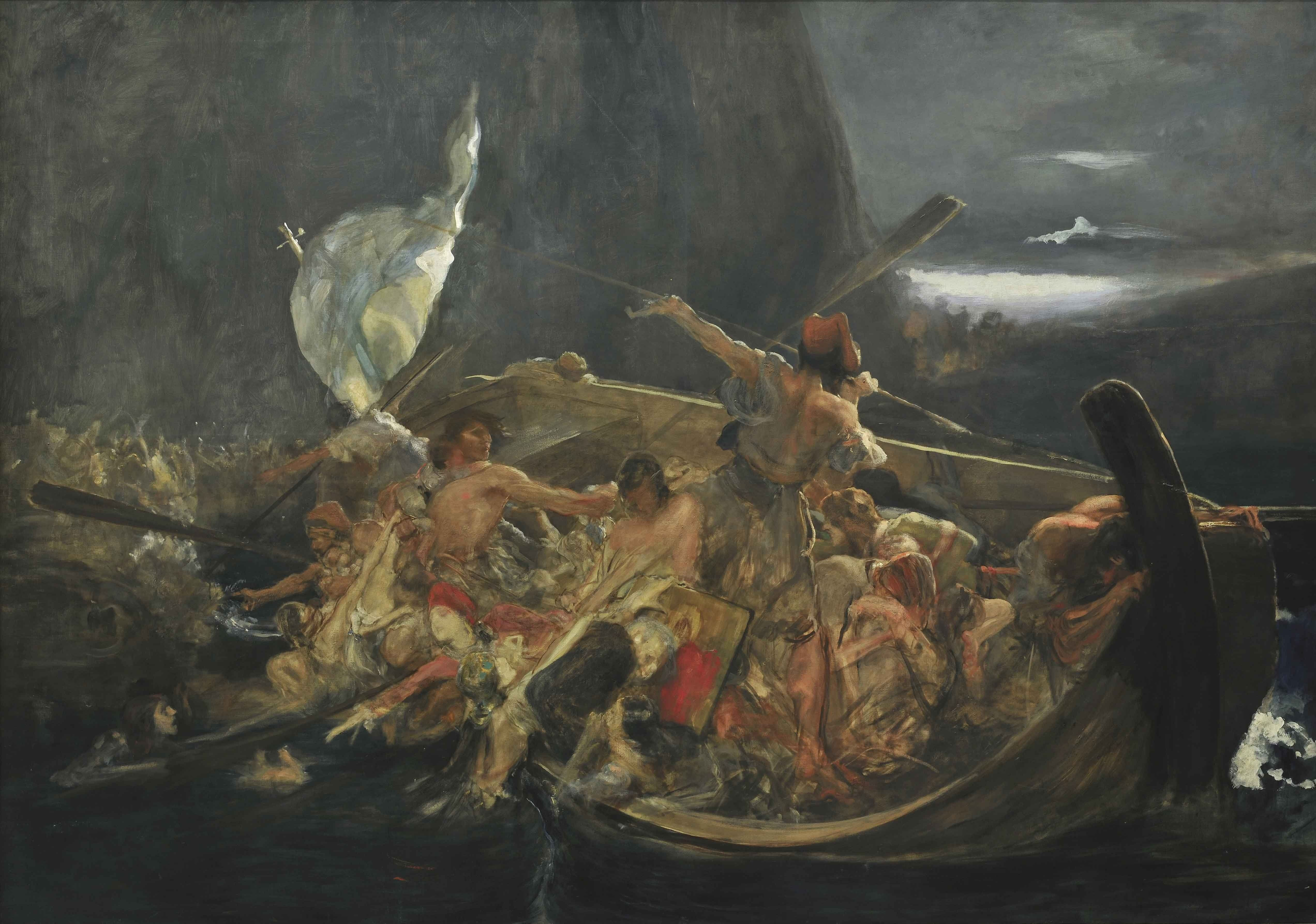
Nikolaos Gysis, Après la prise de Psará. évoque la fuite des survivants, vers les Cyclades pour certains.

Les Cyclades participèrent donc de façon « sporadique » au conflit. Comme Hydra ou Spetses, Andros, Tinos ou Anaphi mirent leur flotte au service de la cause nationale. Mado Mavrogenis, fille de Phanariote, engagea sa fortune pour armer des navires, et poussa l'île de Mykonos à engager sa flotte, apportant ainsi vingt-deux navires et cent trente-deux canons à l’« amiral » Emmanuel Tombazis. Les Grecs orthodoxes de Naxos réunirent une troupe de huit cents hommes qui combattit les Ottomans. Paros envoya dans le Péloponnèse un contingent qui se distingua au siège de Tripolitza mené par Theódoros Kolokotrónis.
Les vicissitudes du conflit sur le continent eurent des répercussions dans les Cyclades. Les massacres de Chios en 1822 ou ceux de Psará (juillet 1824 par les troupes d'Ibrahim Pacha) entraînèrent un afflux de population dans les Cyclades. Les survivants s'y réfugièrent en effet. Lorsqu'en 1825, Ibrahim Pacha débarqua avec ses troupes égyptiennes dans le Péloponnèse, un grand nombre de réfugiés afflua sur Syros. La composition religieuse de l'île, et son organisation urbaine en furent totalement transformées. L'île, catholique, devint de plus en plus orthodoxe. Les orthodoxes s'installèrent au bord de la mer dans ce qui allait devenir plus tard le très industrieux port d'Ermoúpoli, alors que les catholiques restèrent sur les hauteurs de la ville médiévale. Milos fut occupée dès le début de l'insurrection par les Russes et les Français qui désiraient surveiller ce qui se passait dans le Péloponnèse.
À l'issue de la guerre d'indépendance, les Cyclades furent rattachées au jeune royaume grec d'Othon en 1832. Cependant, leur attribution à la Grèce n'alla pas de soi. Si l'Empire ottoman ne souhaitait pas les conserver (elles ne lui avaient jamais beaucoup rapporté), la France se montra très intéressée par leur acquisition au nom de la protection des Catholiques.

### Économie et société

#### Une prospérité contrastée auXIXesiècle
Les carrières de marbre sur Paros, abandonnées depuis plusieurs siècles furent remises en activité en 1844, à la suite d'une commande bien spécifique : celle du tombeau de Napoléon aux Invalides. Une « Société des Marbres de Paros » fut ensuite créée en 1878.
Syros joua un rôle fondamental dans le commerce, les transports et l'économie grecs de la seconde moitié du XIXe siècle. L'île disposait d'un certain nombre d'avantages à la fin de la guerre d'indépendance. Elle avait été protégée par la relative neutralité des Cyclades et par les Français qui avaient pris sous leur aile les Catholiques de Syros (et donc l'île en général). Elle n'avait plus non plus de concurrentes : les îles d'armateurs comme Hydra et Spetses s'étaient tellement impliquées dans le conflit qu'elles s'étaient ruinées Ermoupolis fut longtemps le plus grand port de Grèce, et la seconde ville du pays (Thessalonique était encore dans l'Empire ottoman. Elle fut aussi un grand centre industriel. Dès 1872, les premières machines à vapeur faisaient leur apparition en Grèce : au Pirée et à Ermoupolis, il en fut de même pour les usines à gaz. Ce fut aussi à Ermoupolis qu'éclata la première grève dans l'histoire sociale de la Grèce : 400 ouvriers des tanneries et des chantiers navals cessèrent le travail en 1879, réclamant des hausses de salaire
Lorsque le canal de Corinthe fut inauguré (en 1893), Syros, et les Cyclades en général commencèrent à péricliter. L'avènement de la marine à vapeur les rendit encore moins indispensable en tant qu'étape maritime. Le chemin de fer, vecteur de la révolution industrielle, ne pouvant par essence les atteindre, leur porta lui aussi un coup fatal. Il en fut de même avec la victoire de l'automobile et du transport routier au XXe siècle. La maladie qui décima les vers à soie au XIXe siècle porta aussi un coup très dur à l'économie d'Andros et de sa voisine Tinos.
Cependant, dès cette période, certaines îles connurent un exode rural important. Les habitants d'Anaphi partirent si nombreux vers Athènes dès le règne d'Othon que le quartier qu'ils construisirent, dans leur architecture traditionnelle, au pied de l'Acropole porte encore le nom d'Anaphiôtika.

#### Les mouvements de population
Les vicissitudes de la Grande Idée au XIXe siècle continuèrent à faire évoluer la composition ethnique et sociale des îles. L'échec de l'insurrection crétoise de 1866-1867 amena de nombreux réfugiés sur Milos, qui s'installèrent, comme les Péloponnésiens à Syros quelques années plus tôt, au bord de la mer et y créèrent, au pied du vieux village médiéval des seigneurs francs, le nouveau port, celui d'Adamas.
Les recensements de 1889 et 1896 montrent l'évolution de la population dans les Cyclades. La population totale augmenta de 2,4 % passant de 131 500 à 134 750. Cette croissance était la plus faible de Grèce (+11 % en moyenne, +21 % pour l'Attique). Dans le même temps, la ville d'Ermoupolis perdait 8 000 habitants (-27 %), passant de plus de 30 000 à 22 000 habitants. Elle subissait déjà le contrecoup de l'ouverture du canal de Corinthe et de la croissance du Pirée.
En 1922, après la défaite grecque en Asie mineure et surtout la prise, les massacres et l'incendie à Smyrne, la population grecque de la région s'enfuit avec des embarcations de fortune. Une bonne partie trouva d'abord refuge dans les Cyclades, avant d'être dirigée vers la Macédoine et la Thrace. Les îles ressentirent donc elles aussi, même si dans une moindre mesure, les conséquences de la « Grande Catastrophe ».
Les années 1950 furent une période de grands changements en Grèce. La population urbaine passa de 37 % à 56 % entre 1951 et 1961, avec Athènes qui absorba 62 % de la croissance urbaine totale. De 1956 à 1961, 220 000 personnes quittèrent les campagnes pour Athènes tandis que 600 000 autres migraient à l'étranger. Dans la période 1951-1962, 417 Pariotes quittèrent leur île pour Athènes à cause des conditions de vie qu'ils y considéraient comme déplorables et dans l'espoir de trouver du travail à Athènes.

#### Les transformations économiques (hors tourisme) duXXesiècle
Au milieu des années 1930, la densité de population dans les Cyclades se situait entre 40 et 50 hab./km2, soit au niveau de la moyenne nationale (47 hab./km2).
Dans un article synthétique sur l'économie de la Grèce au milieu des années 1930, un économiste américain citait très peu les Cyclades. Pour l'agriculture, il relevait la production viticole de Santorin. Il ne les évoquait pas concernant l'industrie de la pêche. Son chapitre consacré à l'industrie citait des ateliers de vannerie à Santorin et pour Syros une activité de vannerie et de tannerie. Les Cyclades apparaissaient par contre pour les ressources minérales. L'émeri de Naxos, toujours exploité depuis la Préhistoire, était exploité principalement en vue de l'exportation. Siphnos, Sérifos, Kythnos et Milos fournissaient du minerai de fer. Santorin fournit de la pozzolana (ciment volcanique) ; Milos du soufre ; et Antiparos et Siphnos, du zinc sous forme de calamine. Syros restait encore un des ports d'exportation du pays.
On trouve en effet d'importants dépôts de bauxite dans les couches calcaires du sous-sol des îles, principalement Amorgós, Naxos, Milos, Kimolos et Sériphos. Les ressources d'Amorgós étaient déjà exploitées en 1940. En 1946, les réserves grecques étaient estimées à 60 millions de tonnes. L'épuisement du minerai de fer sur Kythnos fut une des causes de l'immigration importante à partir des années 1950. Andros fut une des rares îles d'armateurs à avoir réussi à prendre le tournant de la vapeur (fortune des Goulandris par exemple) et jusqu'aux années 1960-1970, elle fournit de nombreux marins à la flotte grecque.
De nos jours, un certain nombre de ressources naturelles offrent aux Cyclades une autre activité que le tourisme. L'agriculture est encore sur certaines îles une activité prépondérante, voire tellement développée que l'île pourrait se passer de la présence des touristes (c'est le cas à Naxos). Les Cyclades produisent mais surtout exportent du vin (Andros, Tinos, Mykonos, Paros, Naxos, Sikinos et Santorin), des figues (Syros, Andros, Tinos, Mykonos, Naxos et Sikinos), de l'huile d'olive
s (Syros, Siphnos, Naxos et Ios), des agrumes (Andros, Siphnos et Naxos), des légumes (Syros, Tinos, Siphnos, Ios et Santorin) dont la célèbre pomme de terre de Naxos. Moutons, chèvres et quelques vaches sont élevés (Siphnos, Paros et Naxos). Les ressources minières sont elles aussi présentes : le marbre (Paros, Tinos et Naxos) et la poussière de marbre pour le ciment (Paros), l'émeri de Naxos, le manganèse de Mykonos, le fer de Sériphos mais aussi la bauxite. Milos est parsemée d'immenses mines à ciel ouvert : soufre, alun, baryum, perlite, kaolin, bensonite et toujours obsidienne. Syros dispose encore de chantiers navals, d'industries métallurgiques et de tanneries.

### La Seconde Guerre mondiale: famine et combats

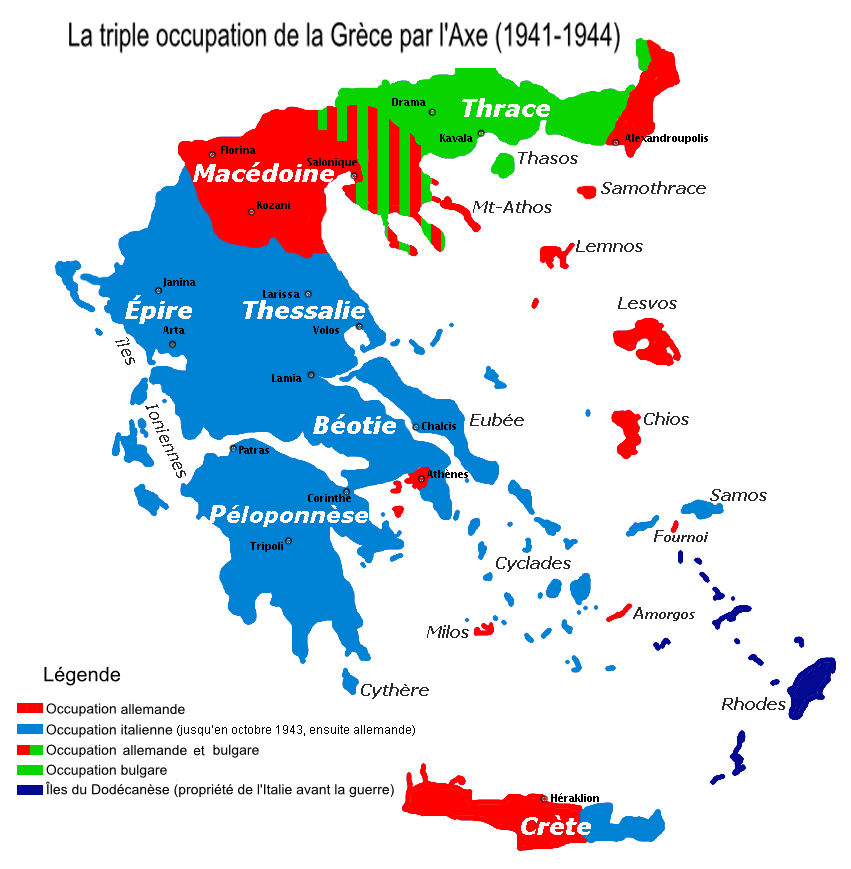
Les zones d'occupation en Grèce : Les Cyclades étaient sous contrôle italien (jusqu'en 1943) sauf Milos et Amorgós, occupées par les Allemands.

L'attaque italienne contre la Grèce avait été précédée du torpillage du croiseur Elli, un navire symbolique pour la Grèce, en baie de Tinos, le 15 août 1940. L'attaque allemande d'avril 1941 entraîna la défaite totale et l'occupation de la Grèce dès la fin de ce mois. Cependant, les Cyclades furent occupées tardivement et plus par les troupes italiennes que par les troupes allemandes. Les premières troupes d'occupation firent leur apparition le 9 mai 1941 : Syros, Andros, Tinos et Kythnos sont occupées par des Italiens et des Allemands s'emparèrent de Milos. Cela permit aux îles de servir d'étape aux personnalités politiques allant se réfugier en Égypte pour continuer la lutte. Georges Papandréou et Constantin Karamanlís s'arrêtèrent ainsi sur Tinos avant de rejoindre Alexandrie.
À la suite de la reddition italienne, l'OKW donna l'ordre le 8 septembre 1943 aux commandants des unités du secteur de la Méditerranée de neutraliser, par la force si nécessaire, les unités italiennes. Le 1er octobre 1943, Hitler ordonna d'occuper toutes les îles de l'Égée contrôlées par les Italiens. En parallèle, l'objectif de Churchill en Méditerranée orientale était alors de s'emparer du Dodécanèse afin de faire pression sur la Turquie, neutre, pour la faire basculer dans le camp allié. Des troupes britanniques prirent alors petit à petit le contrôle de cet archipel. La contre-attaque allemande fut fulgurante. Le général Müller partit de Grèce continentale le 5 novembre 1943 et progressa d'île en île en les occupant pour atteindre Leros le 12 novembre 1943 et repousser les Britanniques. Les Cyclades furent alors occupées définitivement par les troupes allemandes.
Comme le reste du pays, les Cyclades eurent à souffrir de la famine organisée par l'occupant allemand. De plus, dans les îles, les caïques n'avaient plus l'autorisation de sortir pêcher. Ainsi, sur Tinos, on considère que 327 personnes dans la ville de Tinos et autour de 900 dans la région de Panormos moururent de faim lors du conflit. Naxos avant le conflit dépendait d'Athènes pour le tiers de son approvisionnement, acheminé par six caïques. Pendant la guerre, comme on mourait de faim dans la capitale, l'île ne pouvait plus compter sur cet apport et quatre de ses navires avaient été coulés par les Allemands. Sur Syros, le nombre de morts passa de 435 en 1939 à 2 290 en 1942, et le déficit des naissances se fit aussi sentir : 52 naissances en excédent en 1939, 964 morts en excédent en 1942.
La résistance s'organisa par île, mais leur isolation géographique ne permit pas le développement d'une lutte armée. Pendant le printemps et l'été 1944, les îles virent se dérouler des combats entre les garnisons allemandes et le « bataillon sacré » (une unité de forces spéciales grecques) et des commandos britanniques. Ainsi le 14 mai 1944 sur Paros, le bataillon sacré attaqua l'aérodrome construit sur l'île par les Allemands et s'en empara, ainsi que de son commandant ; à Naxos, il attaqua la garnison allemande le 24 mai 1944, puis le 12 octobre 1944 où il réussit à libérer l'île le 15 octobre 1944 ; à Mykonos, un groupe de vingt-cinq hommes attaqua un dépôt de munitions, tuant six soldats allemands et obligeant finalement les Allemands à évacuer l'île le 25 septembre 1944. Si presque toute la Grèce était évacuée en septembre 1944, quelques garnisons restèrent, comme à Milos, où elle ne se rendit au bataillon sacré que le 7 mai 1945.

### Un lieu d'exil à nouveau

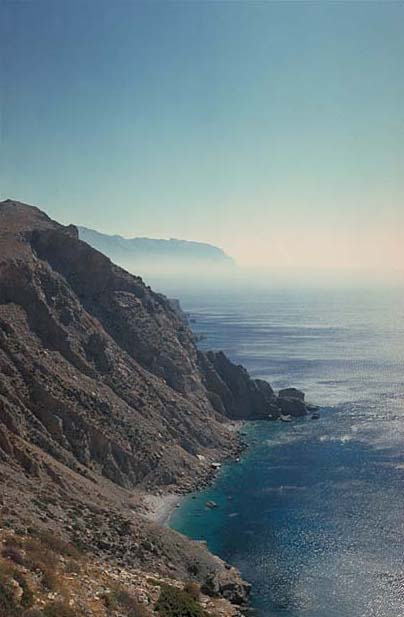
Amorgós, un des lieux d'exil.

Les Cyclades, Gyaros la première mais aussi Amorgós ou Anafi, retrouvèrent lors des diverses dictatures du XXe siècle leur rôle ancien de lieu d'exil. Dès 1918 et l'Ethnikos Dikhasmos, des royalistes avaient été déportés. Le gouvernement dictatorial de Pangalos en 1926 avait exilé des communistes.
Durant la dictature de Metaxás (1936-1940), plus de 1 000 personnes (membres du KKE, syndicalistes, socialistes ou opposants en général) furent déportés dans les Cyclades. Dans certaines îles, les déportés étaient plus nombreux que la population locale. Ils venaient principalement des régions de production de tabac du nord de la Grèce et étaient issus de toutes les classes de la société : ouvriers, enseignants, médecins, etc.. L'exil sur les îles était la solution la plus simple. Elle évitait de surcharger les prisons sur le continent et les îles permettaient un contrôle plus aisé des prisonniers : les communications avec l'extérieur étaient par essence limitées. À la différence des prisons, où les détenus étaient logés et nourris, les déportés sur les îles devaient par eux-mêmes se procurer abri, nourriture, matériel de cuisine, etc., ce qui revenait moins cher au gouvernement. Certaines Cyclades ayant été en partie dépeuplées par l'exode rural depuis le milieu du XIXe siècle, des maisons vides étaient ainsi à la disposition des déportés, qui devaient les louer. Les exilés pauvres recevaient du gouvernement une allocation de 10 drachmes (un quart du salaire d'un ouvrier agricole) par jour pour se loger et se nourrir ; les exilés dits « prospères » ne recevaient rien.
Aussi, les exilés durent-ils mettre en place une forme d'organisation sociale, afin de survivre. Cette organisation était parfaitement en place lorsque les Italiens ou les Allemands prirent le relais des policiers grecs lors de la Seconde Guerre mondiale. Les prisonniers politiques eurent ainsi la possibilité d'appliquer les principes qu'ils défendaient politiquement. Des « communes » furent mises en place, dirigées par un « comité exécutif » qui comprenait entre autres un trésorier, un économe et un secrétaire chargé d'organiser les débats et les groupes d'étude. Les communes avaient un règlement très strict concernant les relations entre les membres de la commune et les insulaires, avec qui ils avaient continuellement des contacts pour le paiement des loyers (des maisons, puis pendant la guerre des terres où les exilés cultivaient ou faisaient paître leurs troupeaux) ou l'achat de nourriture. Les travaux se faisaient en commun. Les diverses tâches ménagères étaient partagées et effectuées par chacun à son tour. Les communes interdisaient à leurs membres, en très grande majorité des hommes, toute relation sexuelle avec les femmes des îles, afin de maintenir une bonne entente et peut-être ainsi gagner les insulaires aux idées politiques des déportés. De même, les médecins exilés ne s'occupaient pas que des membres de leur commune, mais aussi des autochtones. Le principal effet que la présence des exilés eut sur la population locale fut de faire découvrir aux insulaires comment les différents gouvernements considéraient leur île : comme un lieu désert et inhospitalier où nul n'habiterait de son plein gré. Certains insulaires plaisantaient, disant qu'ils pouvaient avoir les opinions politiques qu'ils voulaient, puisque le gouvernement n'avait aucun endroit où les déporter, eux.
En 1968, 5 400 opposants furent déportés sur Gyaros, en face d'Andros. Le refus des gouvernements dans les années 1950 et 1960 d'améliorer les infrastructures portuaires et routières sur certaines petites îles des Cyclades fut interprété par les habitants comme une volonté étatique de se conserver des lieux d'exil encore suffisamment coupés du monde, ce qui ne joua pas en faveur d'Athènes dans l'esprit des insulaires. Ainsi, Amorgós ne fut électrifiée que dans les années 1980 et la route reliant les deux principaux villages ne fut asphaltée qu'en 1991. Cette situation retarda le développement touristique des Cyclades.

## Le développement touristique auxXIXeetXXesiècles

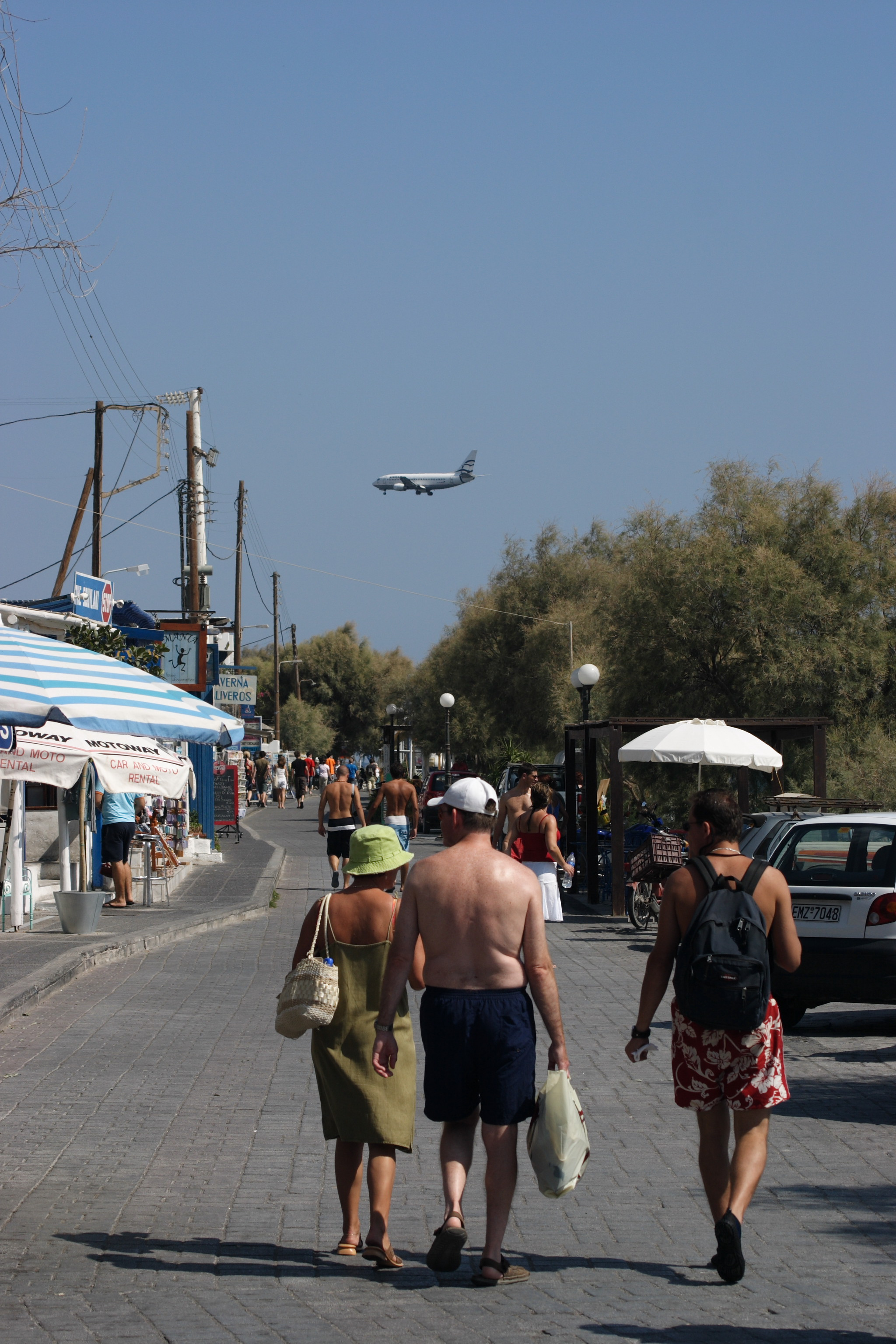
Le développement touristique : touristes, boutiques et avion près d'une plage à Santorin.

La Grèce est depuis très longtemps une destination touristique. Elle faisait déjà partie de l'itinéraire des premiers touristes, les inventeurs du mot : les Britanniques du Grand Tour.
À la fin du XIXe siècle et au début du XXe siècle, l'intérêt touristique principal était Délos dont l'importance antique avait bercé les études des « touristes ». Le Guide Baedeker n'évoquait que Syros, Mykonos et Délos. Syros était le port principal où touchaient tous les navires ; Mykonos était l'étape obligatoire avant la visite de Délos. Syros disposait de deux hôtels dignes de ce nom (Hôtel de la ville et Hôtel d'Angleterre). Sur Mykonos, il fallait se contenter de la « maison » Konsolina ou compter sur l'Epistates des Antiquités, auquel cas, la concurrence entre les visiteurs potentiels de Délos devait être rude. Le Guide Joanne de 1911 insistait lui aussi sur Délos (12 des 22 pages consacrées aux Cyclades) mais toutes les autres îles étaient évoquées, ne fût-ce qu'en un paragraphe. Cependant, on peut déjà y constater le développement touristique : Mykonos disposait alors d'un hôtel (Kalymnios) et de deux pensions, outre celle de Mme Konsolina (qui existait donc toujours), il y avait aussi celle de Mme Malamaténia. En 1933, Mykonos accueillit 2 150 personnes venues en villégiature et 200 étrangers visitèrent Délos et le musée de Mykonos.
Le tourisme de masse en Grèce ne prit véritablement son essor qu’à partir des années 1950. Après 1957, les revenus qu’il générait augmentèrent de 20 % par an. Ils rivalisèrent bientôt avec les revenus de la principale matière première exportée, le tabac, puis les dépassèrent. De nos jours, le tourisme dans les Cyclades est un phénomène contrasté. Certaines îles, comme Naxos qui dispose d'importantes ressources agricoles et minières, ou Syros qui joue encore un rôle commercial et administratif, ne dépendent pas que du tourisme pour leur survie. C'est moins le cas pour des petits rochers peu fertiles comme Anafi, ou comme Donoussa qui compte (2001) 120 habitants, six élèves dans son école primaire mais 120 chambres à louer, deux agences de voyages et une boulangerie ouverte seulement l'été.
En 2005, les Cyclades comptent 909 hôtels, avec 21 000 chambres pour 40 000 places. Les principales îles touristiques sont Santorin (240 hôtels dont 6 hôtels cinq étoiles) et Mykonos (160 hôtels dont 8 hôtels cinq étoiles) puis Paros (145 hôtels dont un seul cinq étoiles) et Naxos (105 hôtels). Toutes les autres îles offrent moins de 50 hôtels. À l'autre bout de la chaîne, Schinoussa et Sikinos ne disposent que d'un seul hôtel deux étoiles en tout et pour tout. Le principal type d'hébergement dans les Cyclades est l'hôtel deux étoiles (404 établissements). En 1997, on peut mesurer ainsi la pression touristique : les Cyclades disposaient de 32 lits par km2, ou aussi 0,75 lit par habitant. C'est sur Mykonos, Paros, Ios et Santorin (du nord au sud) que la pression touristique est la plus forte, non seulement pour les Cyclades, mais aussi pour l'ensemble des îles de l'Égée, avec plus de 1,5 lits par habitant. Cependant, au niveau de l'archipel, la pression touristique est plus forte dans le Dodécanèse. Cela s'explique par le fait que les îles des Cyclades sont plus petites et moins peuplées que les autres îles, donc la pression individuelle est plus forte que la pression sur l'ensemble de l'archipel.
Pour la saison 2006, les Cyclades accueillent 310 000 visiteurs, sur les 11,3 millions de touristes qui viennent en Grèce, soit 1,1 million de nuitées sur les 49,2 millions de nuitées en Grèce, c’est-à-dire un taux de remplissage de 61 %, au niveau de la moyenne nationale. Ce chiffre de 1,1 million de nuitées reste stable depuis quelques années, alors que le nombre de touristes se rendant en Grèce diminue : les Cyclades attirent toujours autant alors que la Grèce attire moins,.
La tendance très récente est que le tourisme étranger est peu à peu remplacé par le tourisme grec autochtone. En 2006, 60 % des touristes sur Santorin étaient d’origine grecque, et ils ne diffèrent pas foncièrement des touristes étrangers (longueur moyenne du séjour : 6,5 nuits pour un Grec et 6,1 nuits pour un étranger ; dépense moyenne pour un Grec : 725 € et 770 € pour un étranger). Les seules différences sont que les Grecs préparent leur séjour plus tard (20 jours avant) que les étrangers (45 jours avant) et reviennent (50 % des Grecs ont déjà fait plus de deux séjours contre 20 % des étrangers).

## Galerie

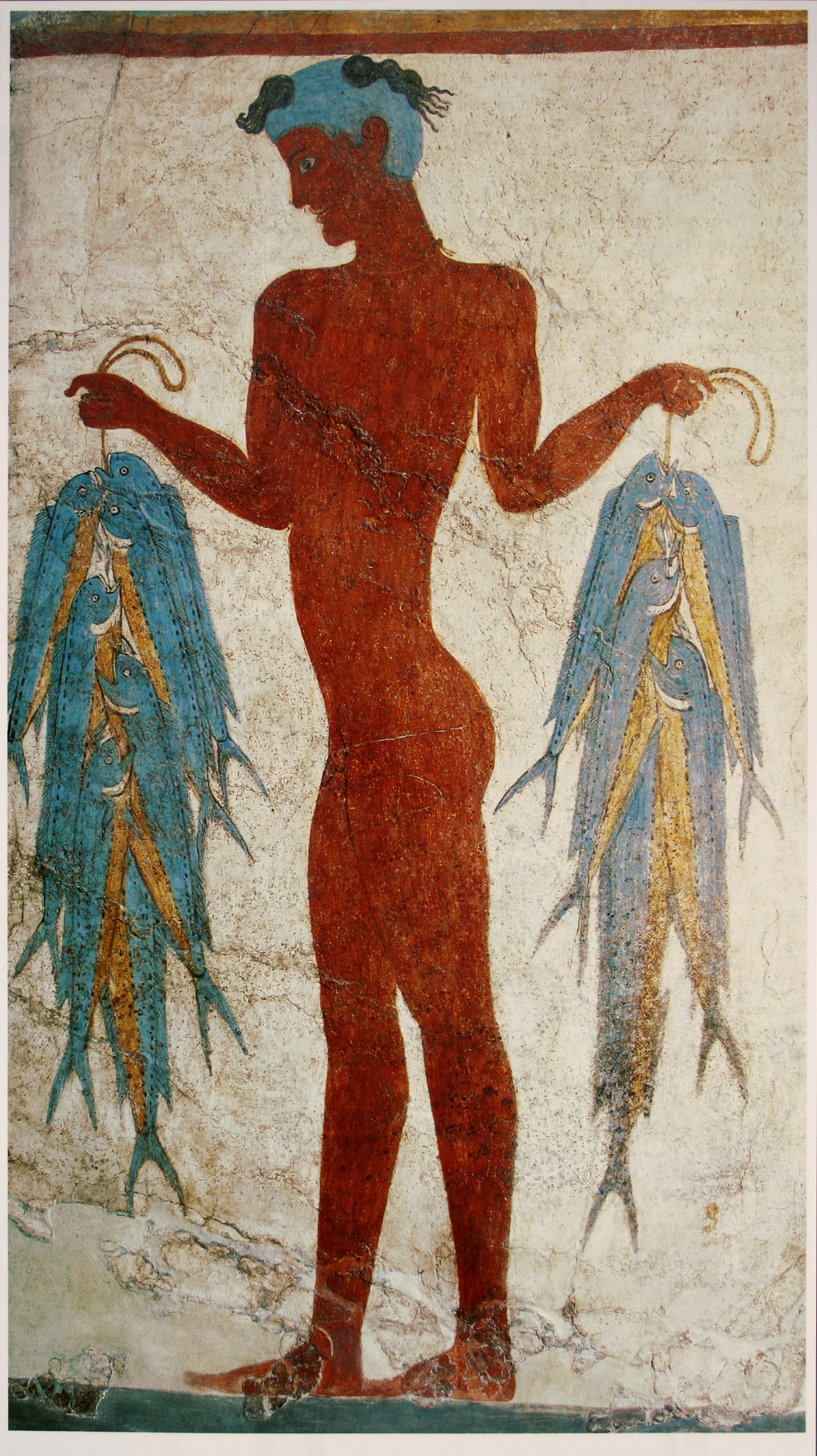
Akrotiri, Santorin, le « pêcheur aux coryphènes ».
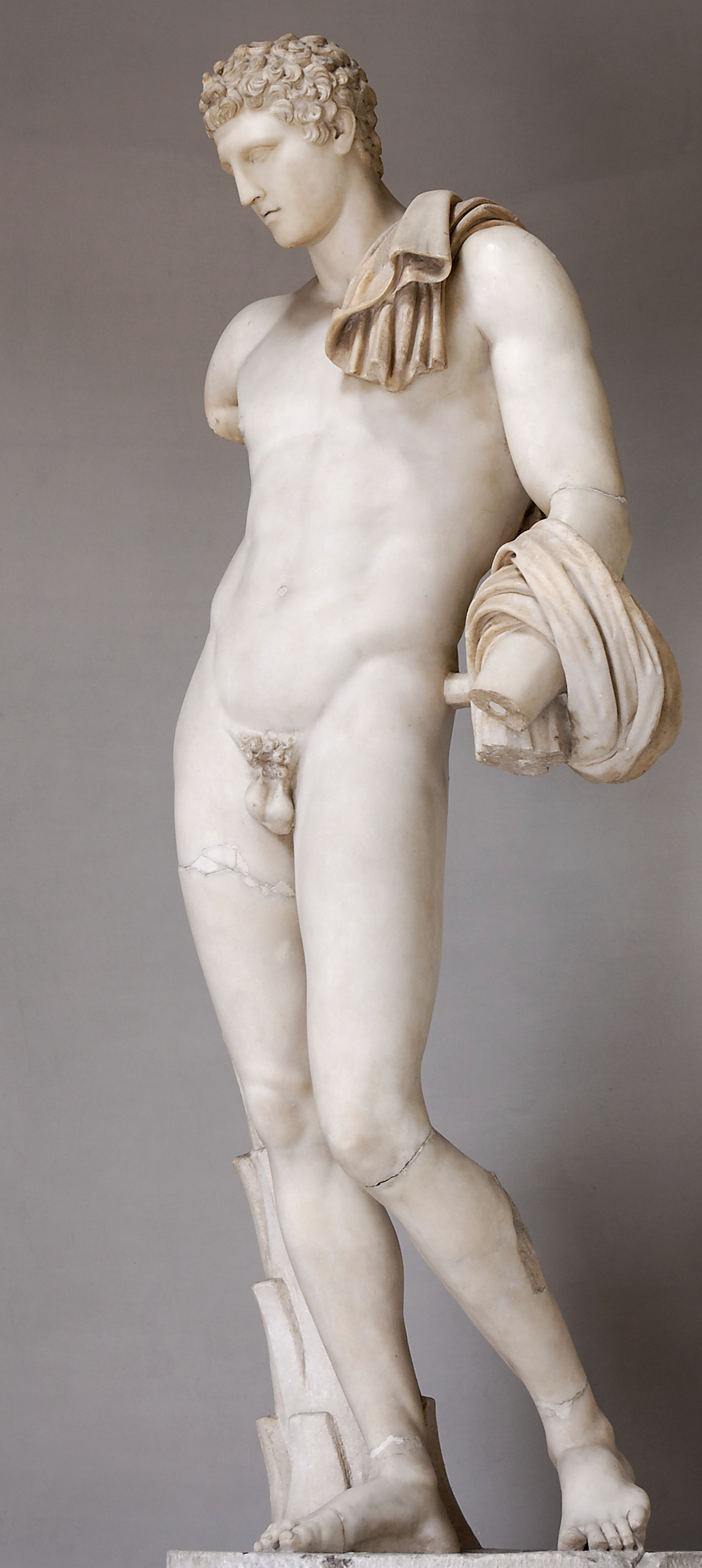
Type d'Hermès dit d'Andros.
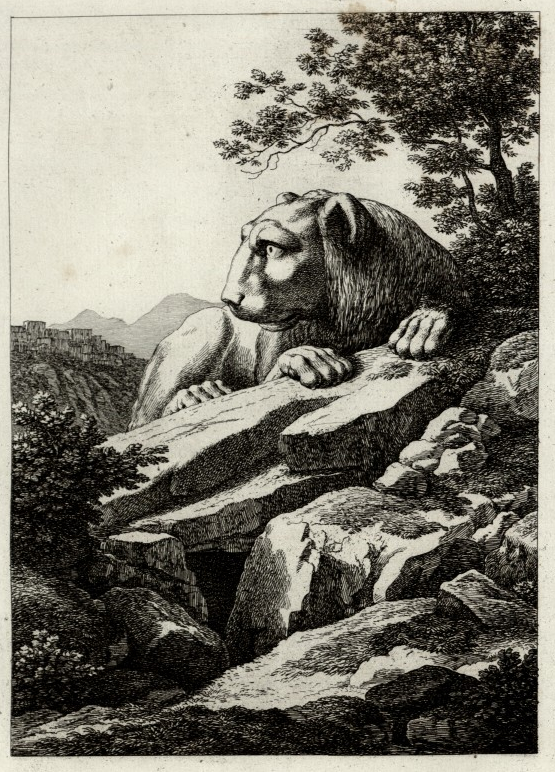
Le lion de Kéa (1826).
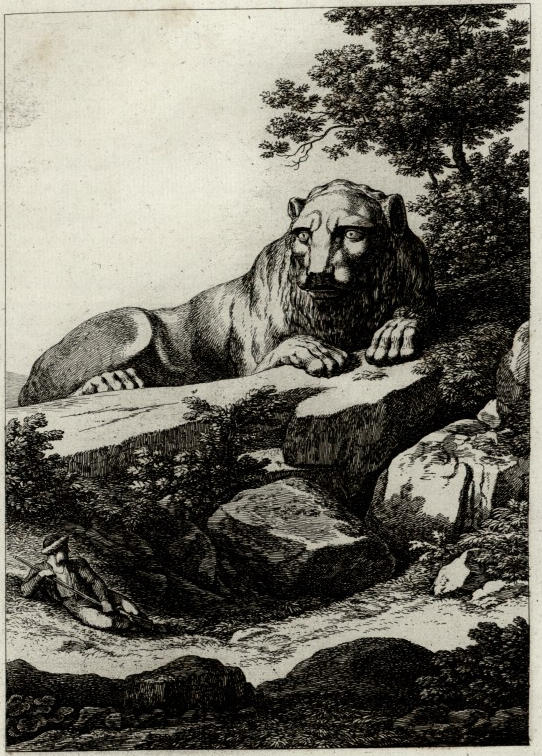
Le lion de Kéa (1826) sous un autre angle.
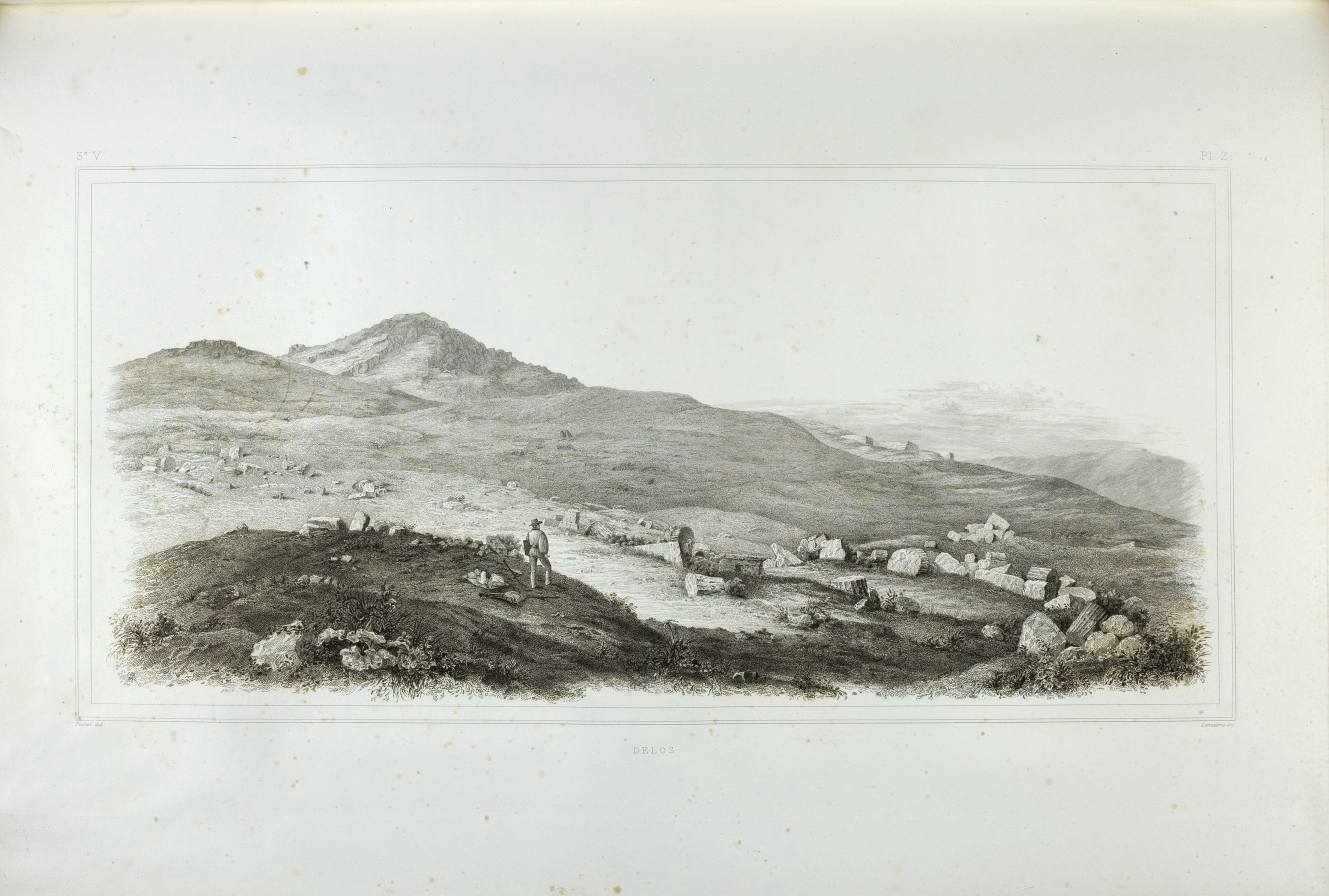
Délos en 1829 (A. Blouet, Expédition de Morée).
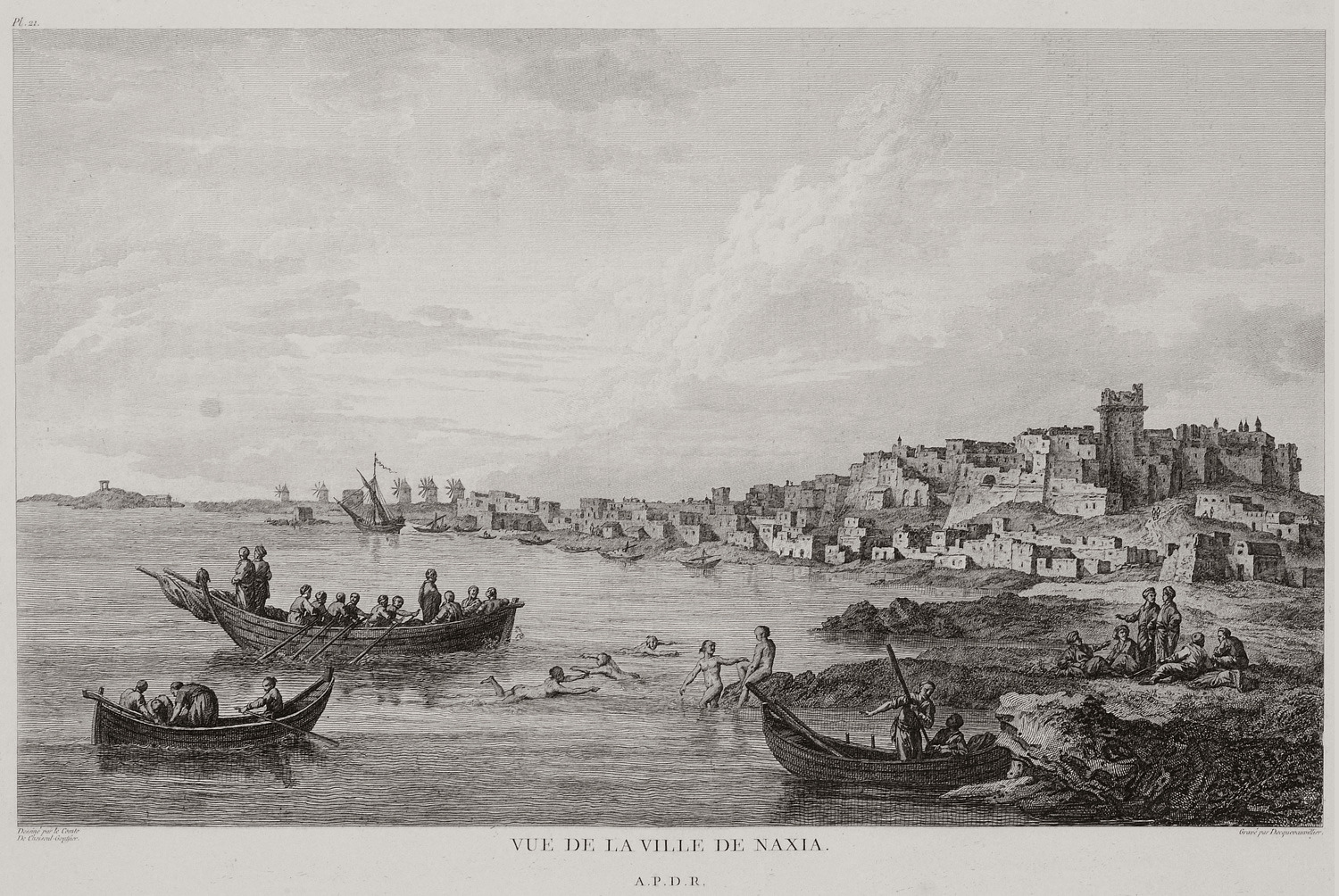
Naxos au XVIIIe siècle pour le Voyage pittoresque de la Grèce de Choiseul-Gouffier
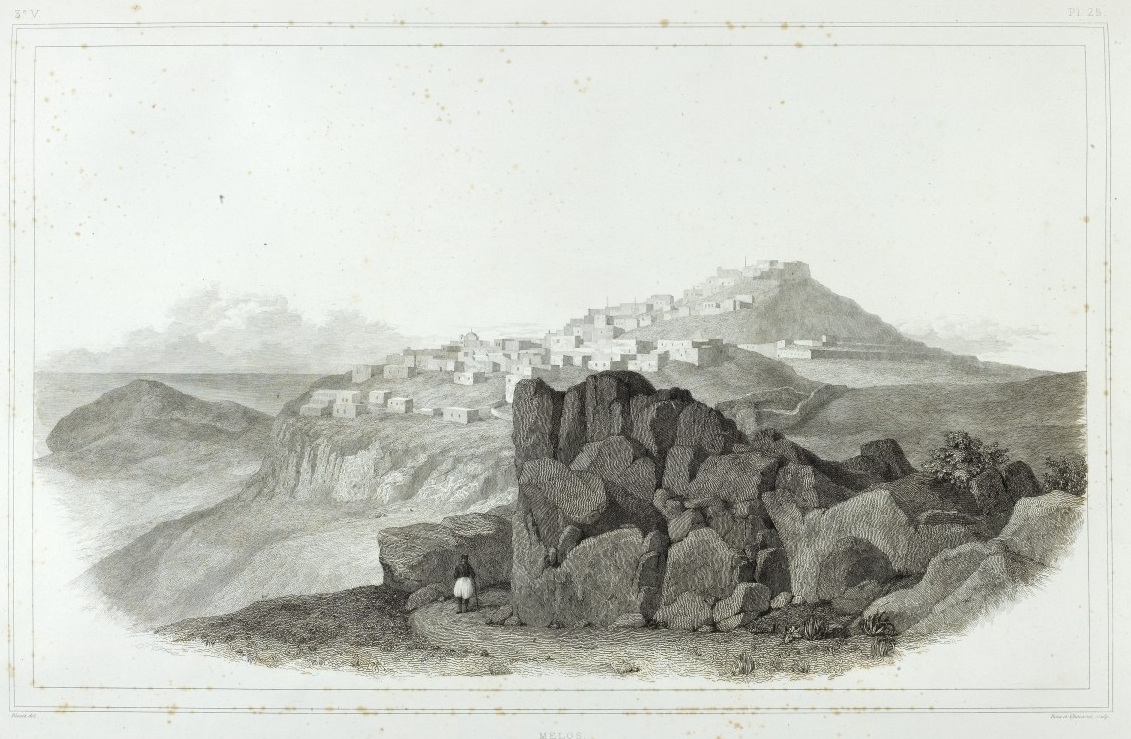
Milos en 1829 (A. Blouet, Expédition de Morée).
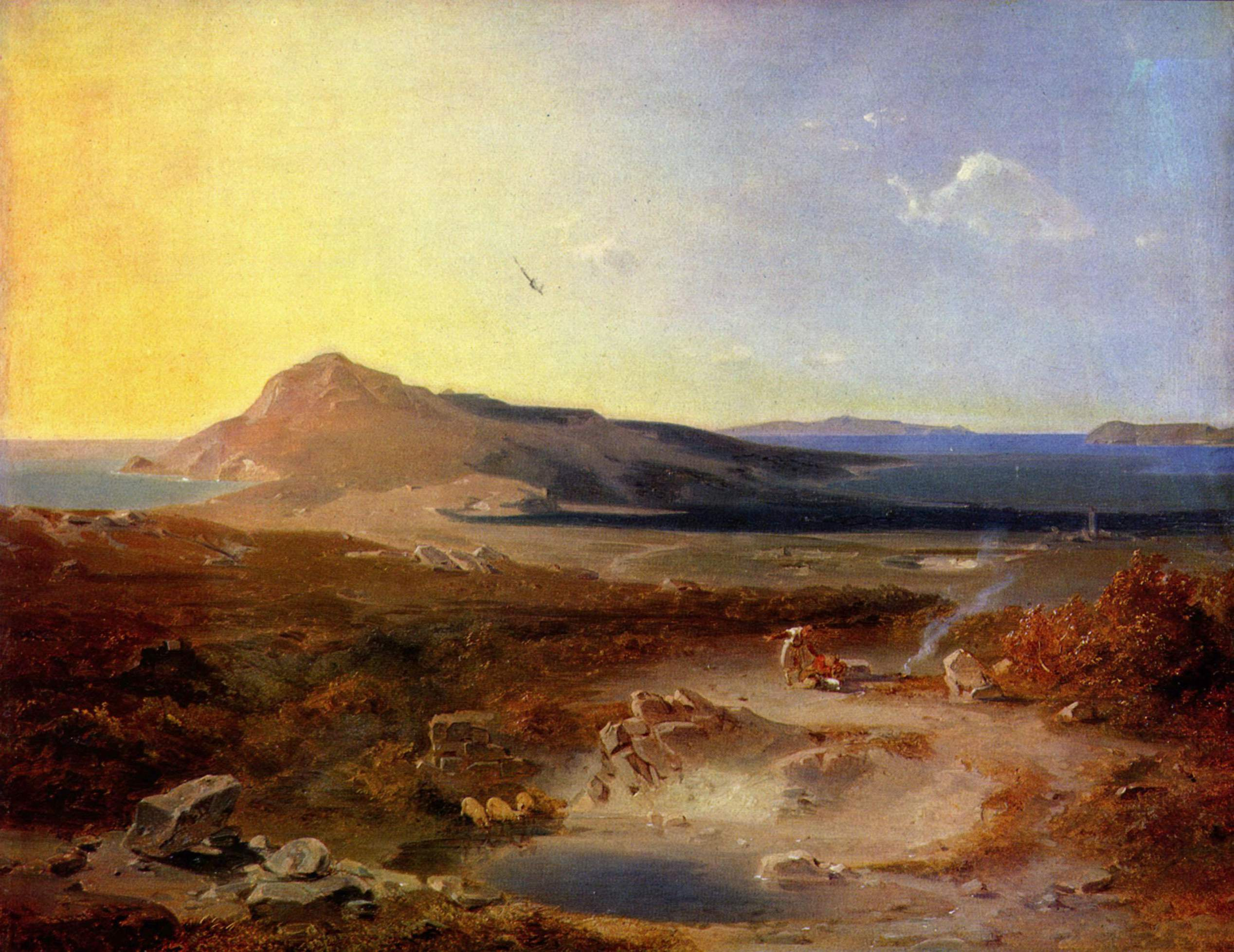
Délos en 1847 (Carl Anton Joseph Rottmann)
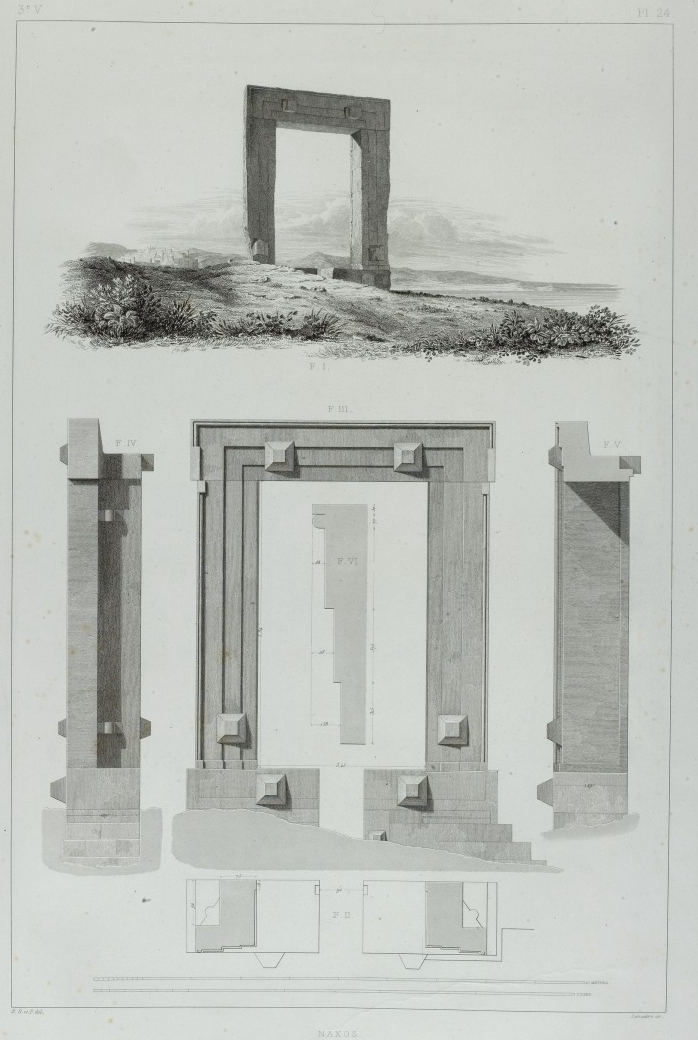
Portara sur Naxos en 1829 (Abel Blouet, Expédition de Morée).
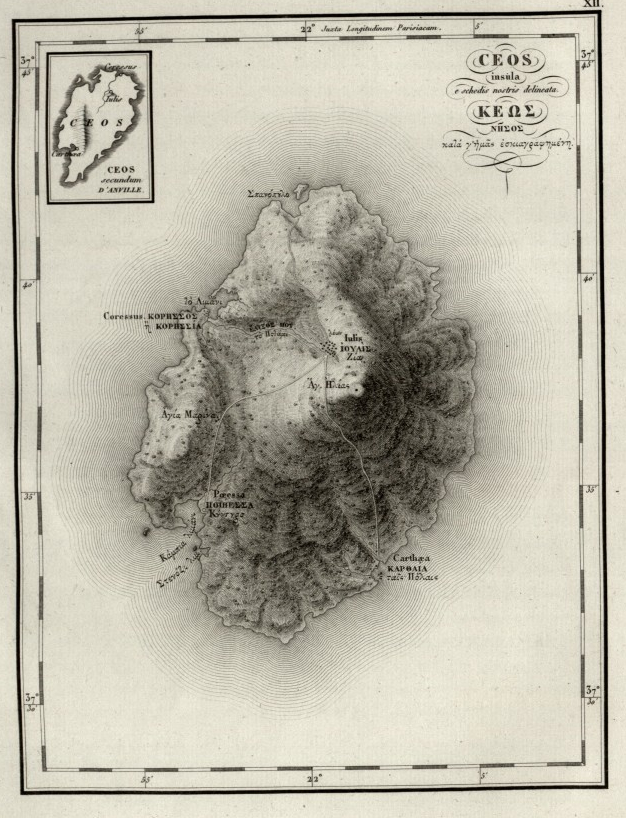
Carte de Kéa en 1826.
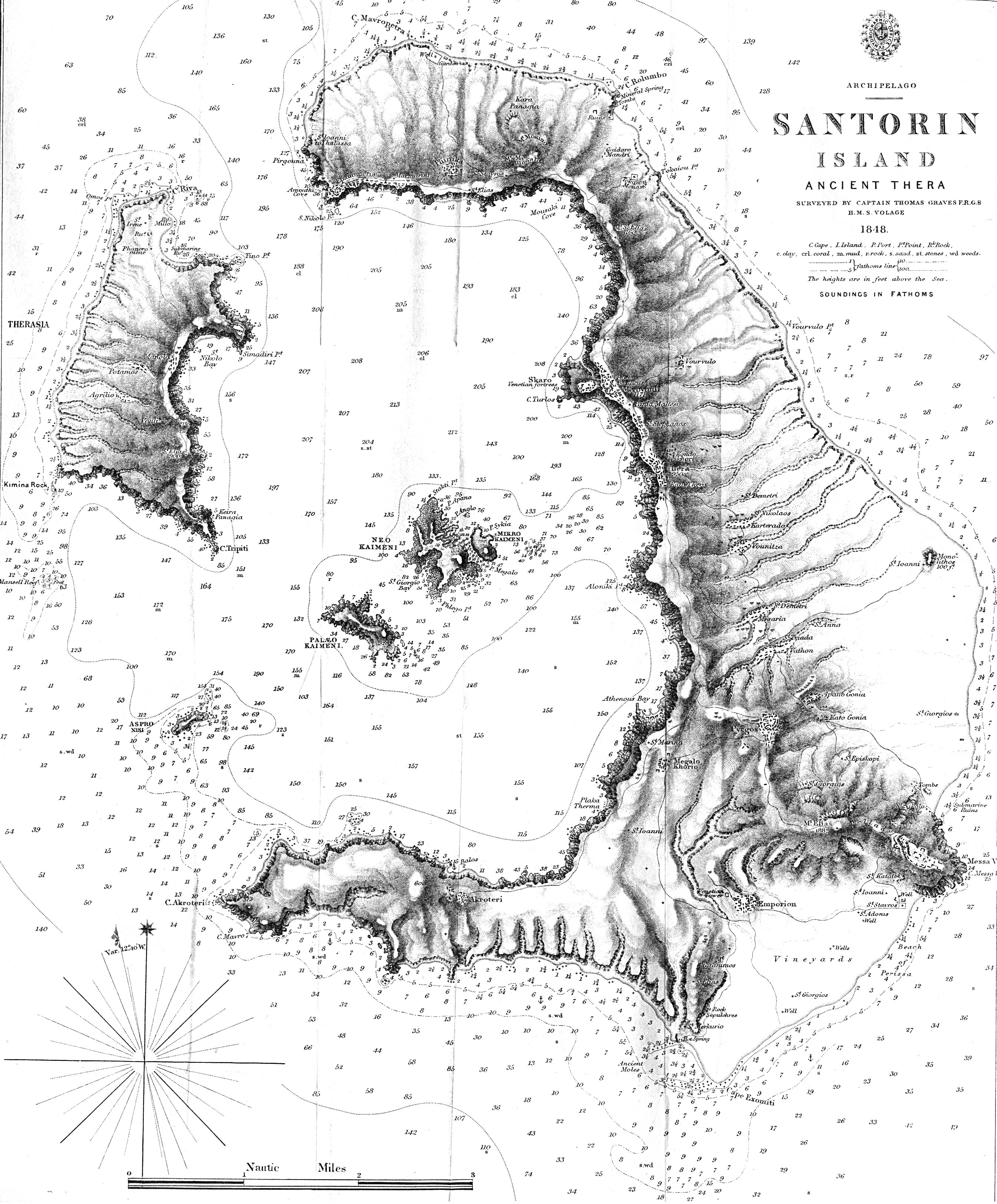
Carte de Santorin en 1848.